# جورجيا
جورجيا أو كُرْجِسْتَان أو بِلَادُ الْكُرْج (بالجرجية:საქართველო، (تنطق: ساكارتفيلو) أصد: [sɑkʰɑrtʰvɛlɔ]) هي دولة ذات سيادة في منطقة جنوب القوقاز في غرب آسيا، يحدها من الغرب البحر الأسود، ومن الشمال روسيا، ومن الجنوب تركيا وأرمينيا، وأذربيجان من الشرق. تغطي جورجيا مساحة 69,700 كم2 ويبلغ تعداد السكان 3,694,600 نسمة.
يمكن العودة بتاريخ جورجيا إلى مملكتي كولخيس وأيبيريا، كما أنها من أول الدول التي اعتنقت المسيحية، في القرن الرابع. عرفها المسلمون باسم بِلَاد الكُرْجِ أو كُرْجِسْتَان، ويسمى المنسوب إليها بـ«الكرجي» ولغة أهلها الكرجية. بلغت جورجيا ذروة مجدها السياسي والاقتصادي خلال حكم الملك ديفيد والملكة تامار في القرن الحادي والثاني عشر. في بداية القرن التاسع عشر، الحقت جورجيا بالإمبراطورية الروسية. بعد فترة قصيرة من الاستقلال تلت الثورة الروسية عام 1917 مـ، اجتاحت الجيوش البلشفية جورجيا عام 1921 وضمتها للاتحاد السوفيتي عام 1922. استعادت جورجيا استقلالها عام 1991. ومثلها مثل العديد من الدول التي استقلت عن الاتحاد السوفيتي، عانت جورجيا من أزمة اقتصادية واضطرابات داخلية خلال التسعينات. برزت بعد ثورة الزهور قيادة سياسة قدمت إصلاحات ديمقراطية، لكن الاستثمارات الأجنبية والنمو الاقتصادي الذي حل مباشرة بعد الثورة تباطأ منذ تلك الحين.
ينص الدستور الجورجي على ديمقراطية تمثيلية (رغم أن بيت الحرية قد صرح أن البلد "ليس ديمقراطية انتخابية) – ما يزال هذا الطرح محل جدل بين السلطات الجورجية – منظمة على أنها جمهورية وحدوية نصف رئاسية. جورجيا هي دولة نامية وتحتل المركز ال70 بين دول العالم في مؤشر التنمية البشرية، وهي عضو في الأمم المتحدة، المجلس الأوروبي، منظمة التجارة العالمية، منظمة التعاون الاقتصادي للبحر الأسود، منظمة الأمن والتعاون الأوروبية (OSCE)، جمعية الخيار الديمقراطي، منظمة غوام GUAM للتطوير الديمقراطي والاقتصادي، وبنك التنمية الآسيوي. تطمح جورجيا للانضمام إلى الاتحاد الأوروبي والناتو. تخضع التزامات جورجيا الدولية للمراقبة وفقا للجنة U.S.Helsinki كونها عضو مشارك في منظمة الأمن والتعاون في أوروبا.
دخلت جورجيا في نزاع مسلح عام 2008 ضد روسيا وجماعات انفصالية مسلحة في أوسيتيا الجنوبية. تجلّى ذاك النزاع نهاية في اعتراف روسيا باستقلال أوسيتيا الجنوبية وأبخازيا، لكن لم يحذُ حذوها في ذلك إلا نيكاراغوا، وفنزويلا، والجمهورية العربية السورية، وناورو، وجمهورية ترانسنيستريا المستقلة بحكم الأمر الواقع. مرُر البرلمان الجورجي في 28 آب 2008 تشريعاً يعتبر أبخازيا وأوسيتيا الجنوبية تحت الاحتلال الروسي.

## أصل التسمية

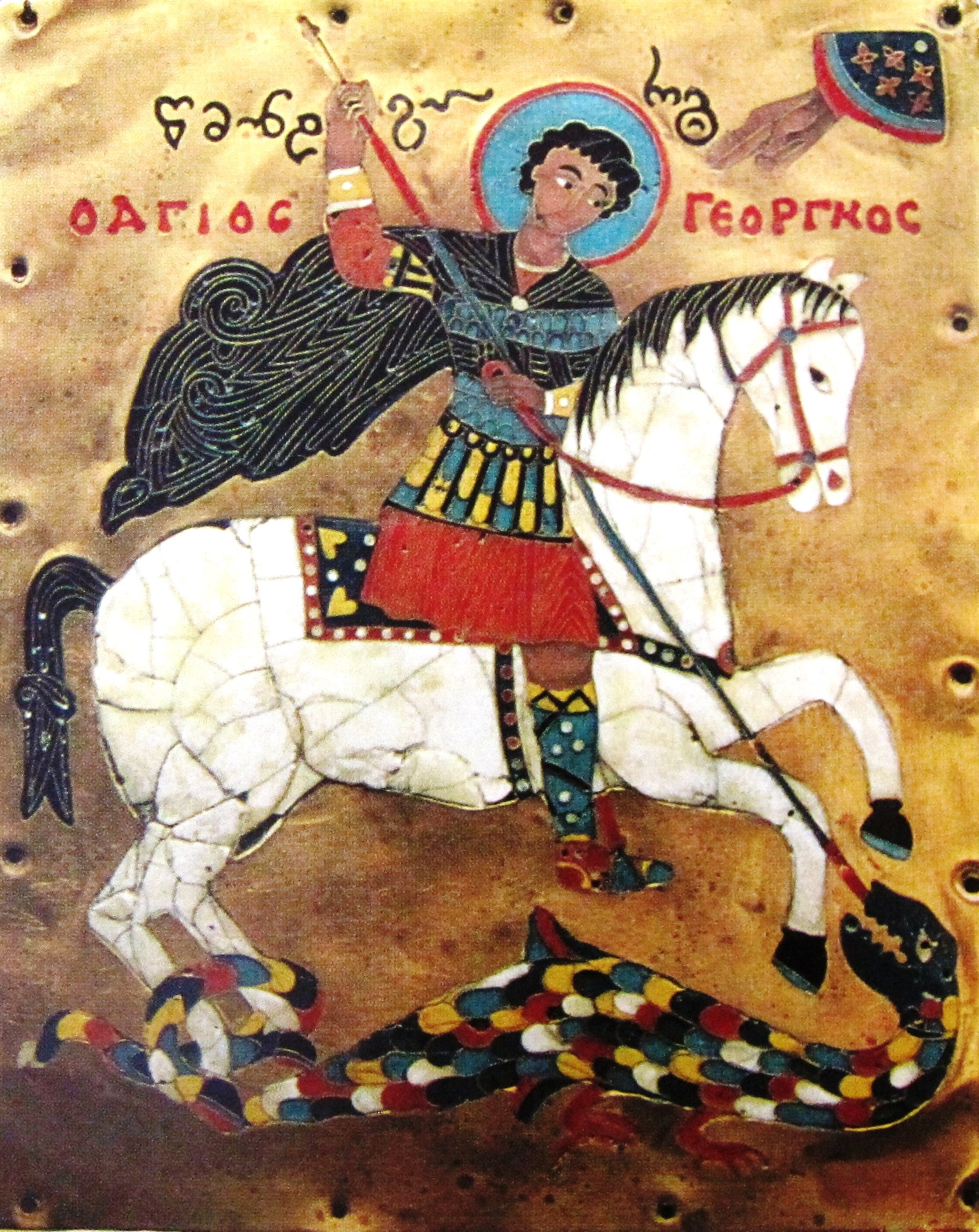
القديس جورج شفيع جورجيا. يعتقد بتسمية البلاد بجورجيا لتقديس الجورجيين للقديس جورج. (المتحف الوطني للفنون في جورجيا)

يدعو الجورجيون أنفسهم كارتفيليبي (ქართველები)، وأرضهم ساكارتفيلو (საქართველო) والتي تعني أرض الكارتفليين، ولغتهم كارتولي (ქართული). وفقاً للروايات الجورجية، فإن الشعب الكارتفيلي يعود في أصله إلى كارتلوس (حفيد يافث بن نوح).
يتألف الاسم ساكارتفيلو من شقين. يعرف جذره كارتفيل - ي (ქართველ-ი) ساكن قلب المنطقة الشرق مركزية الجورجية كارتلي-أيبيريا والتي تعود لمصادر كلاسيكية وبيزنطية.
أطلق الإغريق القدامى (سترابون، هيرودوت، بلوتارك، هومر، إلخ) والرومان (تيتوس ليفيوس، كورنيليوس تاسيتوس، إلخ) على الجورجيين الشرقيين الأوائل اسم الأيبيريين وسكان القسم الغربي الأوائل الكولخيين.
لا ينضوي الجورجيون، مثلهم كبقية شعوب القوقاز، تحت أي من الفئات العرقية في أوروبا وآسيا. كما أن اللغة الجورجية والتي تعد أكثر اللغات الجنوب قوقازية استخداماً لا تصنف ضمن اللغات الهندوأوروبية أو التركية أو السامية. حالياً ودون شك، الشعب الجورجي أو الكارتفيلي ناجم عن اندماج السكان الأصليين مع المهاجرين إلى القوقاز من جهة الأناضول النائية في العصور القديمة. يذكر يوسفوس في الرواية اليهودية القديمة الجورجيين على أنهم أيبيريين وكانوا يدعون أيضاً توبل توبال.
ظهرت التسمية جورجيا والجورجيون في غرب أوروبا في العديد من الحوليات في بداية العصور الوسطى. ذكر كل من المؤرخ الفرنسي جاك دو فيتري والرحالة الإنجليزي سير جون ماندفيل أن سبب تسمية الجورجيين نسبة إلى القديس جورج. تبنت جورجيا في الشهر الأول من عام 2004 العلم خماسي الصلبان، الذي يعد علم القديس جورج. حيث يوجد من يجادل بأن العلم قد استخدم في جورجيا في العصور الوسطى ابتداء من القرن الخامس الميلادي.

## التاريخ

### كولخيس وأيبيريا أولى الممالك الجورجية

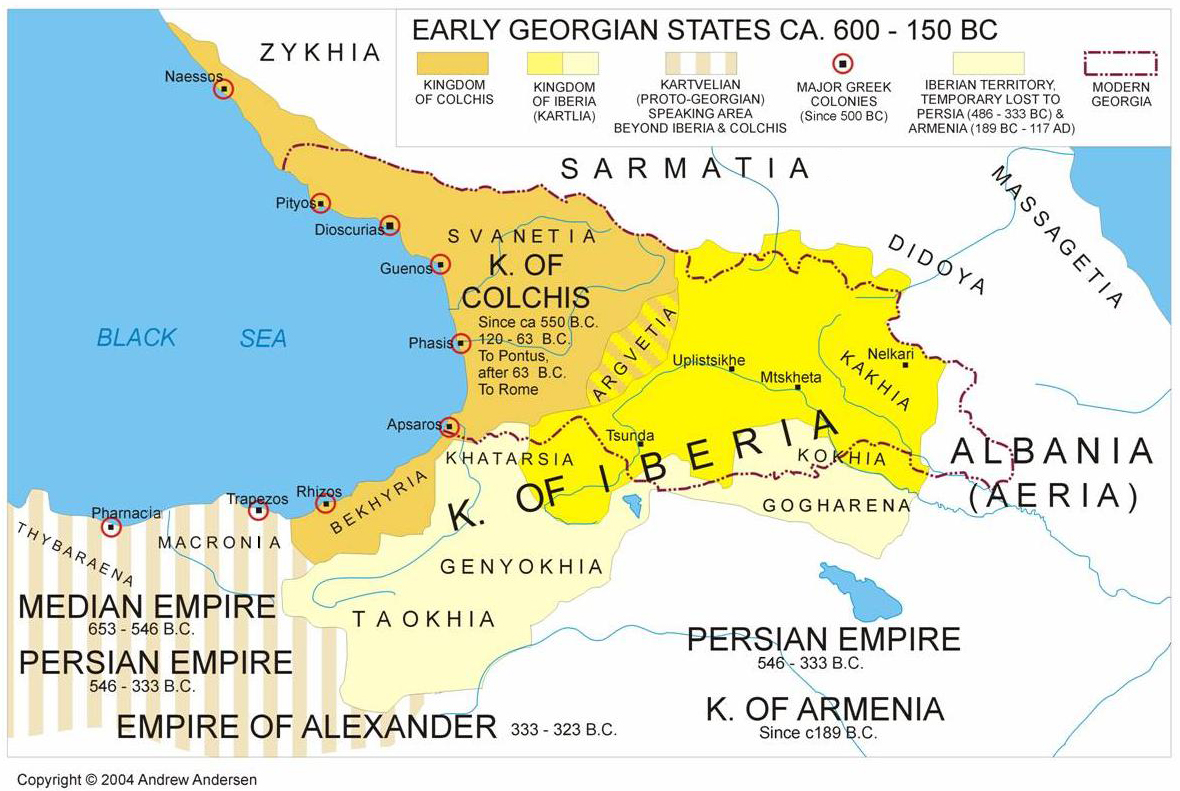
مملكتا كولخيس وايبيريا

الأراضي التي تعرف اليوم بجورجيا مأهولة باستمرار منذ بداية العصر الحجري. بينما شهدت الفترة الكلاسيكية بروز مملكتي كولخيس وأيبيريا. أول ما ظهرت القبائل قبل الجورجية في التاريخ المكتوب في القرن الثاني عشر قبل الميلاد. تكشف الاكتشافات الأثرية والمراجع في المصادر القديمة عن عناصر من تشكيلات سياسية وكيانية أولية تتميز بتقنيات متقدمة في صياغة الذهب وصهر المعادن والتي تعود في تاريخها إلى القرن 7 قبل الميلاد وما تلاه. ظهرت في القرن 4 ق.م مملكة جورجية موحدة – تعد مثالاً مبكراً على نظام دولة متقدم تحت حكم ملك واحد، تتبعه طبقة أرستقراطية ضمن التسلسل الهرمي.
تعد المملكتان الجورجيتان القديمتان المعروفتان للإغريق والرومان باسم أيبيريا (الجورجية: იბერია) (في الشرق) وكولخيس (الجورجية: კოლხეთი) (في الغرب) من أوائل الشعوب في المنطقة التي اعتنقت المسيحية (عام 337م أو 319م كما تشير الأبحاث الأخيرة). في الأساطير اليونانية كولخيس هي مكان الصوف الذهبي الذي سعى إليه جاسون وبحارو الأرغو في ملحمة «أرغوناوتيكا». قد يرجع دمج الصوف الذهبي في الأسطورة إلى الممارسة المحلية من استخدام الأصواف لاستخلاص غبار الذهب من الأنهار. في القرون الأخيرة من العهد ما قبل المسيحية، تأثرت المنطقة في شكل مملكة كارتلي – أيبيريا بشدة من اليونان إلى الغرب وبلاد فارس إلى الشرق.

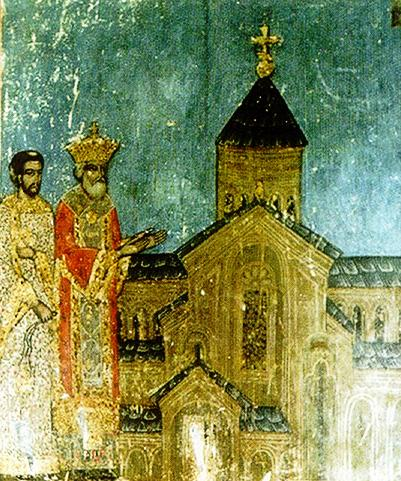
جعل الملك ميريان الثالث الديانة المسيحية الدين الرسمي للدولة في 327 ميلادي.

بعد أن أتمت الإمبراطورية الرومانية سيطرتها على منطقة القوقاز في 66 ق.م، أصبحت تلك المملكة دولة عميلة وحليفة للرومان لما يقرب من 400 سنة. أعلنت المسيحية دين الدولة من قبل الملك ميريان الثالث عام 327 م، مما أعطى حافزًا كبيرا لتطور الأدب والفنون إضافة إلى توحيد البلاد. لكون جورجيا في ملتقى الطرق بين المسيحية والإسلام، شهدت تلك المملكة تبادلاً ديناميكياً بين هذين العالمين والذي بلغ ذروته في عصر النهضة الثقافية بين القرنين الحادي والثالث عشر. نتيجة لاعتناق الملك ميريان الثالث للمسيحية في 330 م، أدى ذلك في نهاية المطاف إلى ارتباطها بقوة بالإمبراطورية البيزنطية المجاورة، والتي كان لها تأثير ثقافي كبير لعدة قرون.
كانت كولخيس (و التي تعرف أيضاً لسكانها إغريزي أو لازيكا) في كثير من الأحيان ساحة الحرب والمنطقة الفاصلة بين القوتين المتناحرتين فارس وبيزنطة، مع تبادل السيطرة على المنطقة ذهاباً وإياباً. نتيجة لذلك تفككت المملكة إلى دويلات وممالك إقطاعية مع بداية العصور الوسطى. سهّل هذا الأمر على المسلمين غزو جورجيا في القرن السابع الميلادي. مع بداية القرن الحادي عشر توحدت المناطق المتمردة في المملكة الجورجية الموحدة. امتد نفوذ جورجيا ابتداء من القرن الثاني عشر على جزء كبير من جنوب القوقاز، بما في ذلك الأجزاء الشمالية الشرقية وتقريبا كامل الساحل الشمالي مما هو الآن تركيا.
اتحد شطرا جورجيا الغربي والشرقي تحت حكم باغرات الثالث (حكم 1027-1072). في القرن التالي، بدأ ديفيد الرابع (المعروف بالمنشئ، حكم 1089-1125) العصر الذهبي الجورجي، حيث افتتحه بطرد الأتراك السلاجقة من البلاد، وتوسيع النفوذ الجورجي الثقافي والسياسي إلى أرمينيا جنوبًا وشرقًا إلى بحر قزوين.
رغم سيطرة المسلمين على العاصمة تبليسي في 645 م، حافظت كارتلي - أيبيريا على استقلال كبير في ظل الحكام المسلمين المحليين. أصبح الأمير آشوت الأول (المعروف أيضاً آشوت كورابالات) عام 813 م أول حاكم للمملكة من أسرة باغراتيوني. افتتح عهد آشوت ما يقرب من 1000 سنة من حكم بيت باغراتيوني لجزء من الجمهورية الحالية على الأقل.

### العصور الوسطى

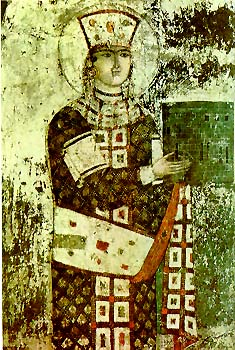
الملكة تمار كما هو مبين على لوحة جدارية في دير فاردزيا: تسيدت تامار «العصر الذهبي» على عرش الملكية الجورجية في القرون الوسطى.

بلغت المملكة الجورجية ذروتها في القرن الثاني عشر إلى بداية القرن الثالث عشر. اعتبرت هذه الفترة على نطاق واسع على أنها العصر الذهبي لجورجيا أو عصر النهضة الجورجي خلال عهد ديفيد المنشئ والملكة تامار. تميزت هذه النهضة الجورجية المبكرة، التي سبقت نظيرتها في أوروبا، بازدهار التقليد الفروسي الرومانسي، تقدم فلسفي، ومجموعة من الابتكارات السياسية في المجتمع وتنظيم الدولة، بما في ذلك التسامح الديني والعرقي.
خلّف العصر الذهبي لجورجيا إرثا من الكاتدرائيات العظيمة، الأدب والشعر الرومانسي، والقصيدة الملحمية «فارس في جلد النمر». يعتبر الملك ديفيد المنشئ أعظم وأنجح الحكام الجورجيين عبر التاريخ. حيث نجح في طرد السلاجقة خارج البلاد، وقاد بلاده للنصر في معركة ديدجوري الكبرى عام 1121. مكنته إصلاحاته الإدارية والعسكرية من إعادة توحيد البلاد وإخضاع معظم أراضي القوقاز تحت السيطرة الجورجية.
تمكنت ابنة ديفيد المنشئ الكبرى تامار من تحييد هذه المعارضة، وشرعت في سياسة خارجية نشطة ساعدها في ذلك سقوط القوى المنافسة من السلاجقة وبيزنطة. بدعم من نخبة عسكرية قوية، استطاعت تامار البناء على النجاحات التي حققها سلفها في توطيد إمبراطورية طغت على القوقاز حتى انهيارها في ظل هجمات المغول في غضون عقدين من الزمن بعد وفاة تامار.
هكذا فإن إعادة إحياء المملكة الجورجية لم تدم طويلاً، حيث سقطت تبليسي عام 1226 بيد جلال الدين منكبرتي وخضعت المملكة نهاية للمغول عام 1236. تلا ذلك نزاع بين الحكام المحليين سعياً للاستقلال عن الحكم المركزي الجورجي، حتى تفككت المملكة كلياً في القرن الخامس عشر. تعرضت جورجيا بين 1386 و 1404، لعدة غزوات مدمرة من قبل تيمورلنك. استغلت الممالك المجاورة الوضع وانطلاقاً من القرن السادس عشر أخضعت الامبراطورية الفارسية القسم الشرقي بينما تولّت الامبراطورية العثمانية أمر القسم الغربي.
قام حكام المناطق التي حافظت جزئياً على استقلالها بعدة محاولات مختلفة للتمرد. لكن الغزو الفارسي والعثماني التي أدت إلى المزيد من الضعف في الممالك المحلية. نتيجة لهذه الحروب تراجع عدد سكان جورجيا في مرحلة ما إلى 250 ألف نسمة. خضع شرق جورجيا المؤلف من مملكتي كارتلي وكاخيتي للهيمنة الفارسية منذ 1555 م. ومع ذلك، مع وفاة نادر شاه (نابليون الفارسي) عام 1747 م، خرجت كلا المملكتان من تحت السيطرة الفارسية، وأُعيد توحيدهما تحت حكم الملك هرقل الثاني في 1762.

### جورجيا تحت الحكم الروسي
وقّعت روسيا والمملكة الجورجية الشرقية كارتلي كاخيتي معاهدة جورجيفسك عام 1783 م. تنص هذه المعاهدة على خضوع كارتلي كاخيتي للحماية الروسية. على الرغم من التزام روسيا بالدفاع عن جورجيا، فإنها لم تحرك ساكناً عندما غزاها الأتراك والفرس عامي 1785م و 1795م، حيث دُمّرت تبليسي كلياً وذبح سكّانها. تفاقم الانتهاك الروسي لمعاهدة جورجيفسك وبلغ ذروته عام 1801 م عندما ضمّت روسيا كامل الأراضي الجورجية للإمبراطورية، وما تلا ذلك من عزل سلالة باغراتيوني وقمع الكنيسة الجورجية.
وقّع القيصر الروسي بولس الأول يوم 22 كانون الأول 1800 م، بناء على طلب مزعوم من الملك الجورجي جورج الثاني عشر، على إعلان ضم جورجيا (كارتلي - كاخيتي) إلى الإمبراطورية الروسية، الأمر الذي تم الانتهاء منه بموجب مرسوم في 8 كانون الثاني 1801، وأكّده القيصر الكسندر الأول في 12 أيلول 1801. رد المبعوث الجورجي في سانت بطرسبرغ بمذكرة احتجاج قدمت إلى الأمير كوراكين نائب المستشار الروسي. في أيار 1801، قام الجنرال الروسي كارل هاينريش كنورينغ بعزل وريث العرش الجورجي ديفيد باتونيشفيلي، وشكّل حكومة يرأسها الجنرال إيفان بتروفيتش لاساريف. بيوتر باغراتيون، رجل من طبقة النبلاء الجورجية، انضم إلى الجيش الروسي بعمر 17 كرقيب وصعد في التسلسل العسكري إلى أن أصبح جنرالاً في الحروب النابليونية.
لم تقبل طبقة النبلاء الجورجية بالقرار حتى نيسان 1802 م عندما قام الجنرال كنورينغ بجمعهم في كاتدرائية سيوني تبليسي وأجبرهم على أداء قسم الولاء للتاج الإمبراطوري الروسي. أما من عارض فقد اعتقل بصورة مؤقتة.
في صيف عام 1805 م، هزمت القوات الروسية على نهر اسكيراني القريب من زاغام الجيش الفارسي وأنقذت تبليسي من الغزو.
حصلت الإمارات الجورجية الغربية مينغريليا وغوريا على الحماية الروسية في بدايات القرن التاسع عشر. وبعد حرب قصيرة خضعت مملكة إيميريتي والحقت من قبل القيصر الروسي الكسندر الأول عام 1810. توفي آخر ملك لايميريتي وآخر حاكم من سلالة باغراتيوني الجورجية سولومون الثاني في المنفى في 1815. نتيجة للحروب العديدة التي خاضتها روسيا ضد تركيا وإيران بين عامي 1803-1878، تم ضم العديد من المناطق المحتلة لأراضي جورجيا. هذه المناطق (باتومي، أخالتسيخه، بوتي، أبخازيا) تمثل الآن جزءا كبيرا من أراضي جورجيا. ألغيت إمارة غوريا في عام 1828، وتلك في ساميغريلو (منغريليا) في 1857. ضمت منطقة سفانيتي تدريجياً في 1857-1859.

### إعلان الاستقلال

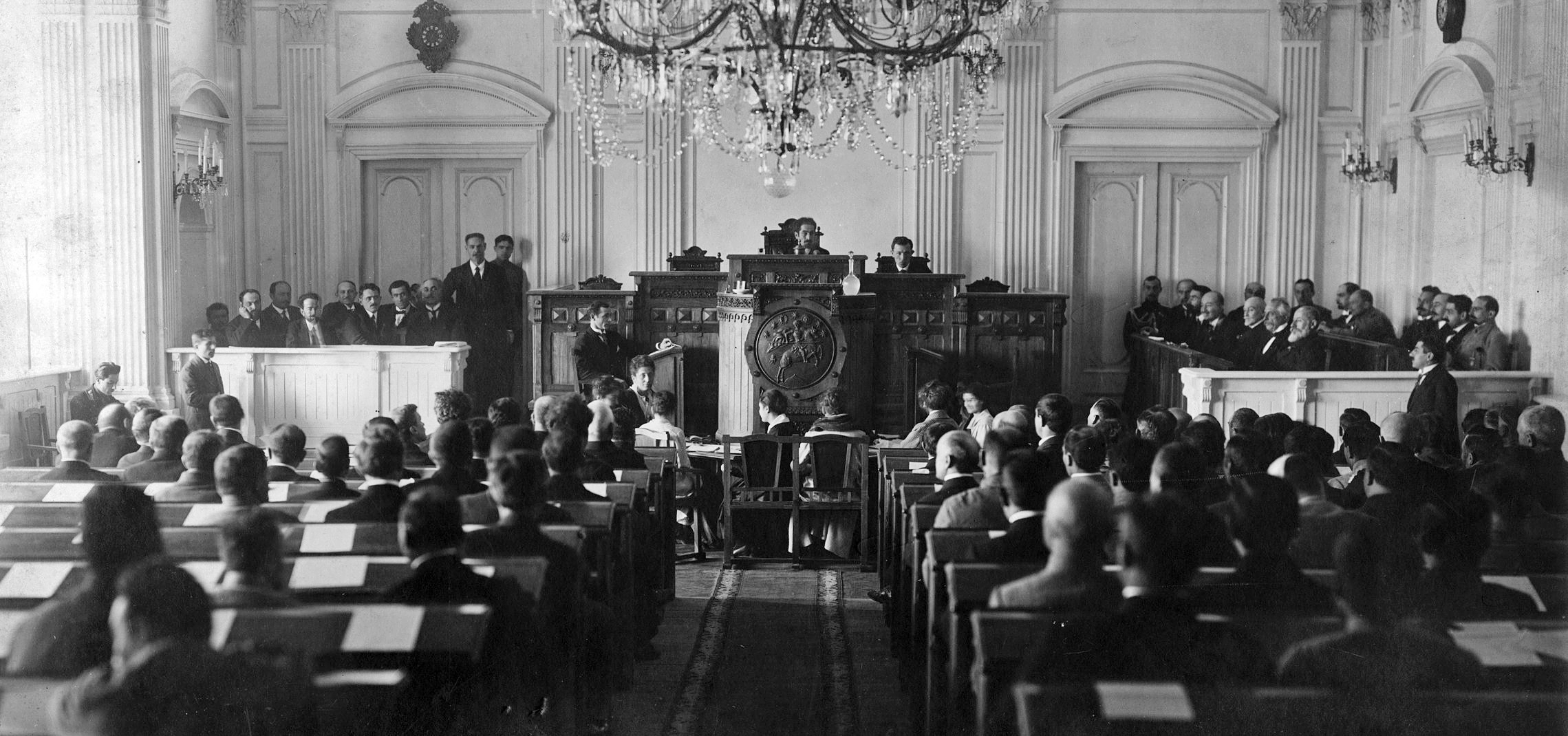
إعلان الاستقلال من قبل البرلمان الجورجي، 1918

بعد الثورة الروسية عام 1917 أعلنت جورجيا استقلالها في 26 أيار 1918 في خضم الحرب الأهلية الروسية. فاز بالانتخابات البرلمانية الحزب الاشتراكي الديمقراطي الجورجي، الذي يعتبر موالياً للمناشفة، وزعيمه، نوي زوردانيا أصبح رئيسا للوزراء.
في عام 1918 اندلعت الحرب بين جورجيا وأرمينيا على أجزاء من المحافظات الجورجية غالبية سكانها من الأرمن والتي انتهت بالتدخل البريطاني. في 1918-1919م قاد الجنرال الجورجي جيورجي مازنياشفيلي هجوماً جورجياً ضد الجيش الأبيض بقيادة مويسيف ودينيكين لاستعادة ساحل البحر الأسود من توابسي إلى سوتشي وأدلر لجورجيا المستقلة. لكن استقلال البلاد لم يدم طويلاً وخضعت جورجيا للحماية البريطانية 1918-1920م.

### جورجيا تحت الحكم السوفيتي

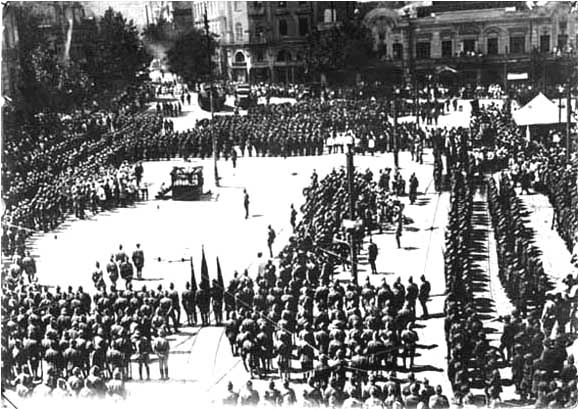
الجيش الأحمر لجمهورية روسيا السوفيتية الاتحادية الاشتراكية في عرض عسكري في تبليسي، 25 فبراير 1921.

تعرضت جورجيا في شباط 1921 للهجوم من قبل الجيش الأحمر. هزم الجيش الجورجي و فرّت حكومة الاشتراكي الديمقراطي من البلاد. يوم 25 شباط 1921 دخل الجيش الأحمر العاصمة تبليسي، وقام بتنصيب حكومة شيوعية تثبيت توجهها موسكو بقيادة الجورجي البلشفي فيليب ماخاردزه.
أحكمت القبضة السوفيتية السيطرة بعد قمع الوحشي لثورة 1924. ضمت جورجيا إلى جمهورية ما وراء القوقاز الاشتراكية السوفيتية إضافة إلى أرمينيا وأذربيجان. انحلت هذه الجمهورية عام 1936 إلى مكوناتها الأساسية وأصبحت جورجيا تعرف بجمهورية جورجيا الاشتراكية السوفيتية.
جوزيف ستالين (من العرقية الجورجية اسمه الحقيقي يوزيب جوغاشفيلي) كان بارزاً بين البلاشفة، الذين وصلوا إلى السلطة في الإمبراطورية الروسية بعد ثورة تشرين الأول في عام 1917. وقد وصل ستالين إلى أعلى منصب في الدولة السوفيتية.
من 1941-1945، خلال الحرب العالمية الثانية، شارك ما يقرب من 700 ألف من الجورجيين في الجيش الأحمر ضد ألمانيا النازية. (بينما حارب آخرون أيضا على الجانب الألماني). كما قُتل ما يقرب من 350 ألف من الجورجيين في ساحات القتال على الجبهة الشرقية.
بدأت حركة المعارضة لاستعادة الدولة الجورجية تكسب شعبية في الستينيات. من المنتسبين للمعارضة الجورجية، أكثر عضوين نشاطاً هما ميراب كوستافا وزفياد جامساخورديا. اضطهدت الحكومة السوفيتية المعارضين وقمعت أنشطتهم بقسوة.
في 9 نيسان 1989، انتهت مظاهرة سلمية في العاصمة الجورجية تبليسي بمذبحة قتل فيها العديد من الأشخاص من قبل القوات السوفيتية. قامت انتخابات تشرين الأول 1990 للجمعية الوطنية بإعادة تشكيل أوماغليزي سابخو (المجلس الأعلى) - أول انتخابات في اتحاد الجمهوريات الاشتراكية السوفيتية تجري رسمياً على أساس التعددية الحزبية – وبالتالي الساحة السياسية. في حين أن الجماعات الأكثر تطرفا قاطعت الانتخابات وعقدت منتدى بديلاً بدعم مفترض من موسكو (المؤتمر الوطني). بينما اتحدت أطراف أخرى من المعارضة المناهضة للشيوعية في الدائرة المستديرة-جورجيا الحرة خلف معارضين سابقين مثل ميراب كوستافا وزفياد جامساخورديا.
فاز الأخير بالانتخابات بهامش واضح، 155 من أصل 250 مقعدا في البرلمان. في حين أن الحزب الشيوعي الحاكم لم يحصد سوى 64 مقعدا. فشلت جميع الأطراف الأخرى في الحصول على أكثر من عتبة 5٪، وخصصت لها بالتالي بعض مقاعد دوائر انتخابية ذات عضو واحد.

### جورجيا تتعافى بعد الاستقلال
في 9 نيسان 1991، وقبل وقت قصير من انهيار الاتحاد السوفيتي، أعلنت جورجيا استقلالها. في 26 أيار 1991، انتخب زفياد جامساخورديا كأول رئيس لجورجيا المستقلة. أوقد غامساخورديا القومية الجورجية وتعهد بتأكيد سلطة تبيليسي على مناطق مثل أبخازيا وأوسيتيا الجنوبية التي كانت تصنف على أنها أقاليم الحكم الذاتي في إطار الاتحاد السوفيتي.
لكنه سرعان ما أطيح به في انقلاب دموي، من 22 كانون الأول 1991 إلى 6 كانون الثاني 1992. عُدَّ الانقلاب بتحريض من جزء من الحرس الوطني ومنظمة شبه عسكرية تسمى مخيدريوني أو «الفرسان». دخلت البلاد في حرب أهلية مريرة استمرت حتى ما يقرب من عام 1995. عاد إدوارد شيفردنادزه إلى جورجيا في عام 1992 وانضم إلى قادة الانقلاب – كيتوفاني وأيوسيلياني—لرئاسة ثلاثية لما يسمى «مجلس الدولة».
في عام 1995، انتخب شيفرنادزه رسمياً رئيساً لجورجيا. في الوقت نفسه، تصاعدت النزاعات في الإقليمين الجورجيين، أبخازيا وأوسيتيا الجنوبية، بين الانفصاليين المحليين وغالبية السكان الجورجيين، واندلع العنف على نطاق واسع بين الجماعات العرقية. بدعم من روسيا، حصلت كل من أبخازيا وأوسيتيا الجنوبية، باستثناء بعض المناطق، على استقلال الأمر الواقع عن جورجيا.
طُرد ما يقرب من 230-250 ألف من الجورجيين من أبخازيا من قبل الانفصاليين الأبخاز ومتطوعين من شمال القوقاز في الفترة بين عامي 1992-1993. كما هرب أيضاً ما يقرب من 23 ألفاً من الجورجيين من أوسيتيا الجنوبية، بينما اضطرت العديد من العائلات الأوسيتية للتخلي عن منازلها في منطقة بورجومي والانتقال إلى روسيا.

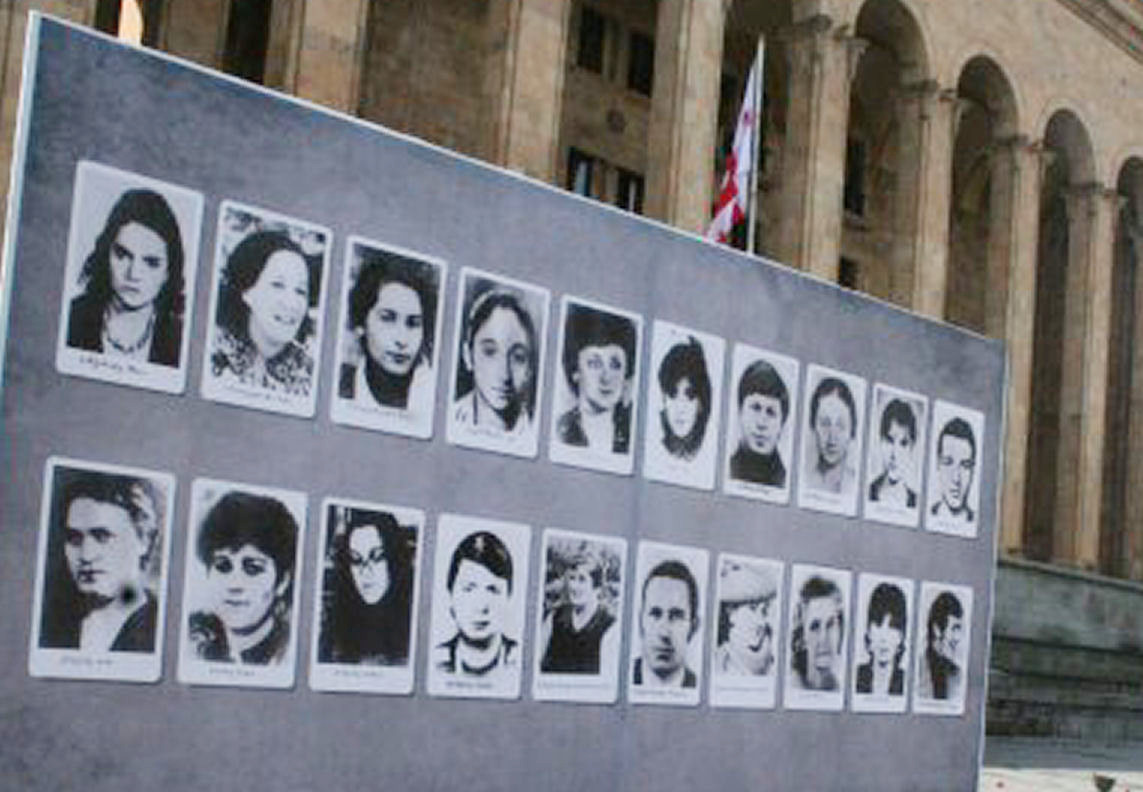
صور لضحايا مذبحة 9 أبريل 1989 على لوحة في تبليسي

في عام 2003، أُطيح بشيفرنادزه (الذي أعيد انتخابه في عام 2000) في ثورة الزهور، وذلك بعد أن أكدت المعارضة الجورجية والمراقبون الدوليون أن الانتخابات في الثاني تشرين الثاني مشوبة وغير نزيهة. قاد الثورة كل من ميخائيل ساكاشفيلي، زوراب جفانيا ونينو بورجانادزه، وهم أعضاء سابقون وقادة من حزب شيفرنادزه الحاكم. انتخب ميخائيل ساكاشفيلي رئيسا لجورجيا في عام 2004.
في أعقاب ثورة الزهور، أطلقت سلسلة من الإصلاحات لتعزيز قدرات البلاد العسكرية والاقتصادية. أدت جهود الحكومة الجديدة لإعادة تثبيت السلطة الجورجية في جمهورية ذاتية أجاريا ذات الحكم الذاتي في جنوب غرب البلاد إلى أزمة كبيرة في أوائل عام 2004. النجاح في أجاريا شجّع ساكاشفيلي على تكثيف جهوده، ولكن دون نجاح، في اوسيتيا الجنوبية الانفصالية.
هذه الأحداث إلى جانب اتهامات بتورط جورجي في حرب الشيشان الثانية، أدت إلى تدهور حاد في العلاقات مع روسيا. غذى هذا النزاع أيضا دعم ومساعدة روسيا المفتوحة لاثنتين من المناطق الانفصالية في جورجيا. على الرغم من تزايد صعوبة هذه العلاقات، توصل الطرفان في أيار 2005 إلى اتفاق ثنائي حول سحب القواعد العسكرية الروسية (التي يعود تاريخها إلى العهد السوفيتي) في باتومي وأخالكالاكي. أوفت روسيا بالتزاماتها من الاتفاقية في سحب جميع الأفراد والمعدات من هذه المواقع بحلول كانون الأول 2007، قبل الموعد المحدد.

### 2008 والحرب ضد روسيا

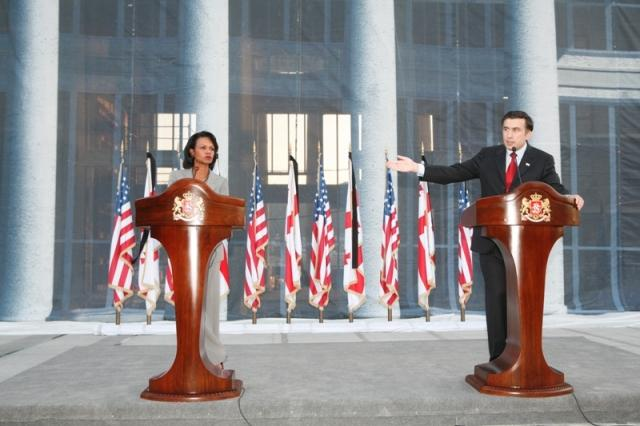
وزيرة الخارجية الأمريكية كوندوليزا رايس في مؤتمر صحافي مشترك مع الرئيس الجورجي ميخائيل ساكاشفيلي خلال حرب أوسيتيا الجنوبية

شهد العام 2008 نزاعاً عسكرياً بين جورجيا من جهة، وروسيا، والجمهوريات الانفصالية في أوسيتيا الجنوبية وأبخازيا من جهة أخرى. حشدت كل من جورجيا وروسيا قوات عسكرية كبيرة على مقربة من حدودهما مع أوسيتيا الجنوبية. بعد القصف الجورجي لعاصمة أوسيتيا الجنوبية، تسخينفالي في وقت متأخر من مساء السابع من آب، بدأت القوات المسلحة الجورجية في الزحف إلى اوسيتيا الجنوبية، بدعم من المدفعية ونيران منصات إطلاق متعددة الصواريخ. استمرت المعركة ثلاثة أيام وخلفت مدينة تسخينفالي في دمار هائل. ادعى المسؤولون في أوسيتيا الجنوبية والمسؤولون الروس بمسؤولية الجيش الجورجي عن مقتل 2100 مدني في أوسيتيا الجنوبية. مع ذلك، فإن هذه الإدعاءات لم تثبت، ومنظمة مراقبة حقوق الإنسان ومحققون من الاتحاد الأوروبي في أوسيتيا الجنوبية اتهموا روسيا بالمبالغة في حجم الخسائر البشرية. عدد القتلى الفعلي، وفقا لمكتب المدعي العام الروسي، 162. قصفت قاعدة قوات حفظ السلام الروسية المتمركزة في أوسيتيا الجنوبية وقتل أفراد من الطاقم العامل.
توغلت فجراً في 8 آب قوات من الجيش الروسي الثامن والخمسون في أوسيتيا الجنوبية من خلال نفق روكي الذي تسيطر عليه روسيا، كما شن سلاح الجو الروسي سلسلة من الغارات الجوية ضد أهداف منسقة متعددة داخل الأراضي الجورجية. ومع إرسال روسيا وجورجيا على حدٍّ سواء المزيد من القوات إلى أوسيتيا الجنوبية، تصاعد الصراع بين جورجيا من جهة، وروسيا، وأوسيتيا، وفيما بعد، الإنفصاليين في أبخازيا من جهة أخرى بسرعة إلى حرب شاملة النطاق في 2008. بسبب القتال العنيف في أوسيتيا الجنوبية، توفرت العديد من التقارير المشكوك بها حول عدد القتلى والجرحى على كلا الجانبين، أي استهدف بالضربات الجوية، وحالة تحركات القوات، ومواقع القوات على خط الجبهة الجورجية الروسية.
بعد أيام قليلة من القتال العنيف دفعت القوات الجورجية خارج أوسيتيا الجنوبية وتقدمت القوات الروسية من أوسيتيا الجنوبية إلى الأراضي الجورجية غير المتنازع عليها، واحتلت مدينتي غوري وبوتي. تلا ذلك دخول قوات غير نظامية من أوسيتيا والشيشان والقوزاق وتم التبليغ عن ونهب وقتل وحرق. وبحلول 11 آب، اشتعلت جبهة ثانية في أبخازيا واستولت على أراض إضافية في غرب جورجيا.
في 12 أغسطس، أعلن الرئيس دميتري ميدفيديف وجود نية لوقف المزيد من العمليات العسكرية الروسية في جورجيا. انسحبت القوات الروسية من غوري وبوتي، لكنها بقيت في أوسيتيا الجنوبية وأبخازيا، والتي تعترف بها كبلدان مستقلة. بينما تعتبرها جورجيا أراض خاضعة للاحتلال الروسي.

## الجغرافيا

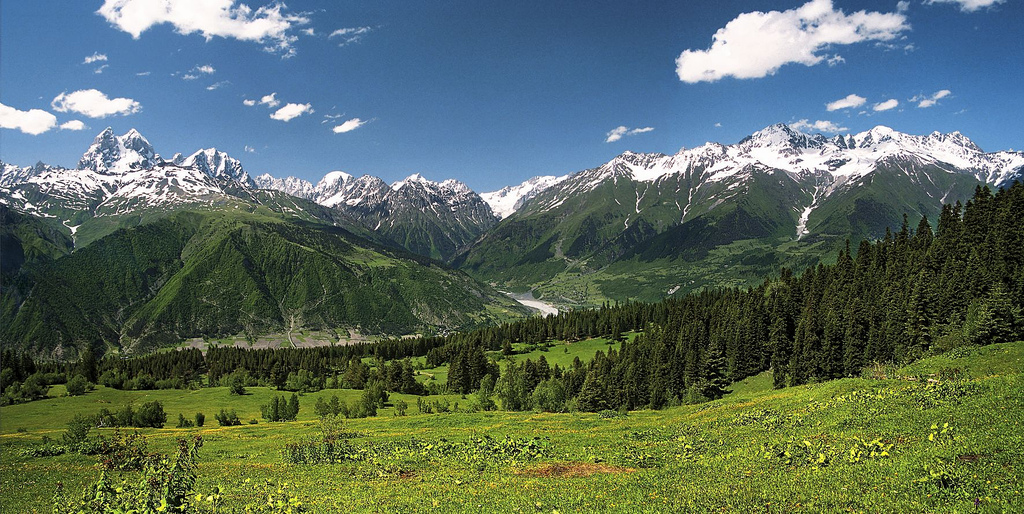
منطقة سفانيتي، في الشمال الغربي لجورجيا

تقع جورجيا في منطقة جنوب القوقاز من أوراسيا، أي غرب آسيا وشرق أوروبا. تشكّل روسيا حدودها الشمالية حيث تمتد مع قمة مجموعة جبال القوقاز الكبرى والتي تعرف عموماً على أنها الحد الفاصل بين أوروبا وآسيا. في تعريف فيليب يوهان فون شترالينبيرغ لأوروبا عام 1730، والذي استخدم من قبل القياصرة الروس والذي يعد أول من حدّد جبال الأورال على أنها الحدود الشرقية للقارة، فإن الحدود القارية رسمت من المنخفض كوما-مانيش إلى بحر قزوين، واضعاً بذلك جورجيا (وكامل منطقة القوقاز) ضمن آسيا.
تغلب الجبال على المشهد الجغرافي لجورجيا. يقسم الحول ليخي البلاد إلى شطرين أحدهما شرقي والآخر غربي. تاريخيا، عرف الجزء الغربي من جورجيا بكولخيس، أما الهضبة الشرقية فكانت أيبيريا. بسبب الطبيعة الجغرافية المعقدة فإن الجبال أيضًا تعزل منطقة سفانيتي الشمالية عن بقية جورجيا.
تفصل جبال القوقاز الكبرى بين جورجيا والجمهوريات الروسية شمال القوقاز. الطرق الرئيسية عبر سلسلة الجبال إلى الأراضي الروسية يمر من خلال نفق روكي بين أوسيتيا الجنوبية والشمالية والمضيق الداري (في منطقة خيفي الجورجية). شكُل نفق روكي ممراً حيوياً بالنسبة للجيش الروسي في حرب أوسيتيا الجنوبية 2008.

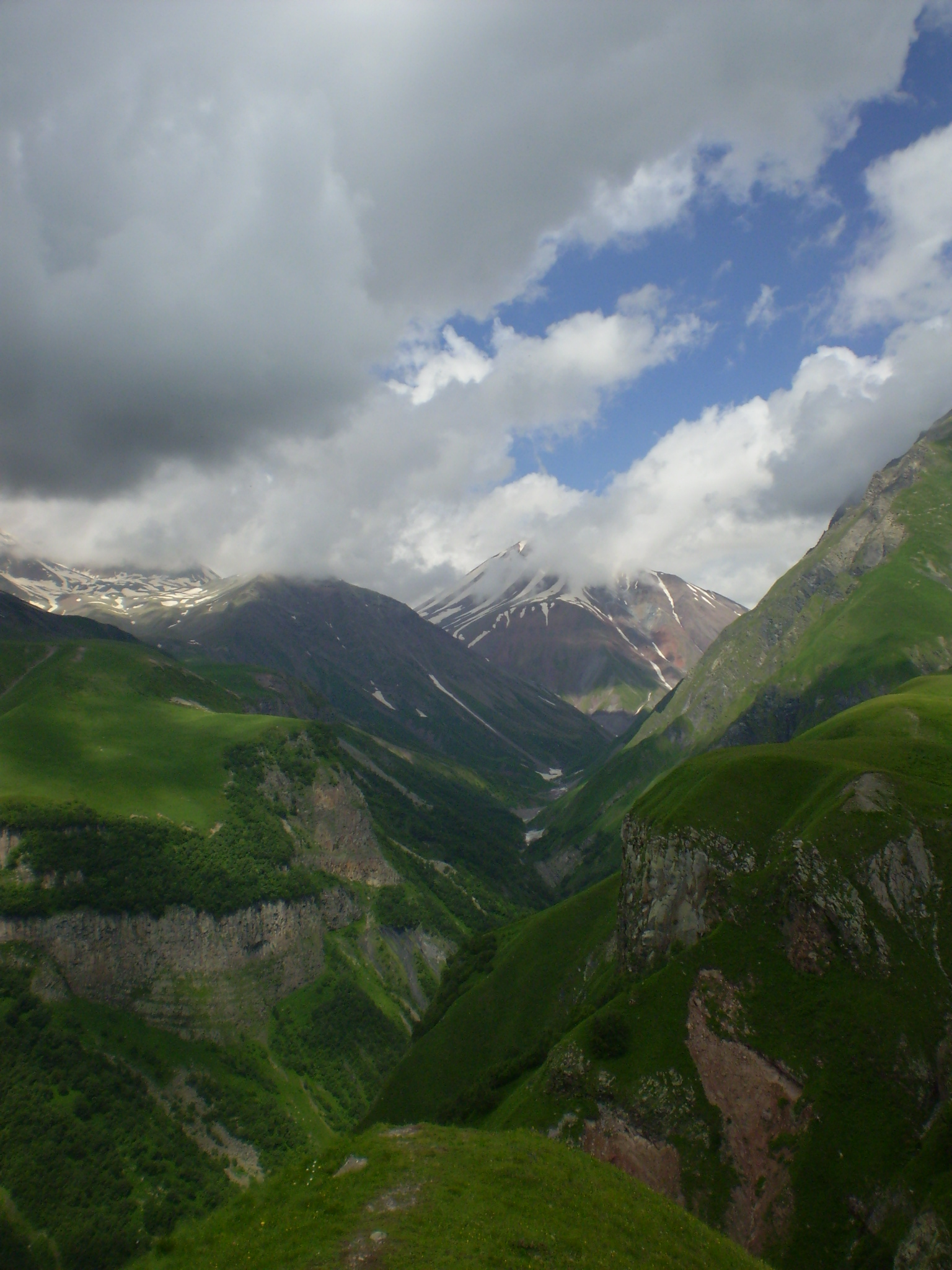
مضيق نهر أرغابي

أعلى جبل في جورجيا هو جبل شخارا بارتفاع 5201 متر (17064 قدم)، يليه جبل جانغا (جانغي-تاو) عند 5051 متر (16572 قدم) فوق مستوى سطح البحر. تضم القمم البارزة الأخرى كازبيجي (كازبيك) بـ 5074 متر (16647 قدم)، تيتنولدي (4974 م) / 16319 قدم)، شوتا رستافلي (4960 م / 16273 قدم)، جبل أوشبا (4710 م) (15453 قدم)، وإيلاما (4525 م / 14846 قدم). من قمم بين المذكورة أعلاه، فقط كازبيجي من أصل بركاني. المنطقة بين كازبيجي وشخارا (مسافة نحو 200 كيلومتر، 124 ميل) على طول المدى القوقازي الرئيسي تهيمن عليها العديد من الأنهار الجليدية. من بين الأنهار الجليدية 2100 الموجودة في القوقاز اليوم، حوالي 30 ٪ تقع داخل جورجيا.
يستخدم مصطلح جبال القوقاز الصغرى لوصف المناطق الجبلية (الأراضي العالية) جنوب جورجيا، والتي تتصل بمدى جبال القوقاز الكبرى من خلال مدى ليخي. يمكن تقسيم المنطقة إلى قسمين فرعيين: جبال القوقاز الصغرى والتي تسير بشكل موازٓ لسلسلة جبال القوقاز الكبرى، والمرتفعات البركانية الجورجية الجنوبية والتي تقع مباشرة إلى الجنوب من جبال القوقاز الصغرى.
يمكن وصف المنطقة عموماً باعتبارها مكونة من عدة من السلاسل الجبلية المتشابكة (في معظمها من أصل بركاني)، ومن الهضاب التي لا تتجاوز ارتفاع 3400 متر (11155 قدم). تتضمن السمات البارزة للمنطقة هضبة جافاخيتي البركانية، والبحيرات بما في ذلك تاباتسكوري وبارافاني، وكذلك المياه المعدنية والينابيع الساخنة. تعد المرتفعات البركانية جنوب جورجيا منطقة جيولوجية يافعة وغير مستقرة، كما أنها منطقة نشاط زلزالي عالي وشهدت بعضاً من أهم الزلازل التي تم تسجيلها في جورجيا.
يعد كهف فورونيا (المعروف بمغارة كروبيرا-فورونيا) أعمق كهف معروف في العالم. تقع في كتلة آرابيكا الصخرية من المدى غاغرا، في أبخازيا. في عام 2001، سجّل الفريق الروسي الأوكراني رقماً قياسياً عالمياً لعمق الكهف بـ 1710 متر (5610 قدم). في عام 2004، ازداد عمق الكهف المكتشف في كل من البعثات الثلاث، ذلك عندما تجاور فريق أوكراني حاجز 2000 متر (6562 قدم) للمرة الأولى في تاريخ دراسة الكهوف. في تشرين الأول 2005، تم العثور على منطقة غير مستكشفة من قبل فريق CAVEX، ما زاد من العمق المعروف للكهف. ثبتت هذه الحملة عمق الكهف عند 2140 متر (7021 قدم) (± 9 م/ 29.5 قدم).
يوجد في جورجيا نهران كبيران هما ريوني ومتكفاري.

### التضاريس

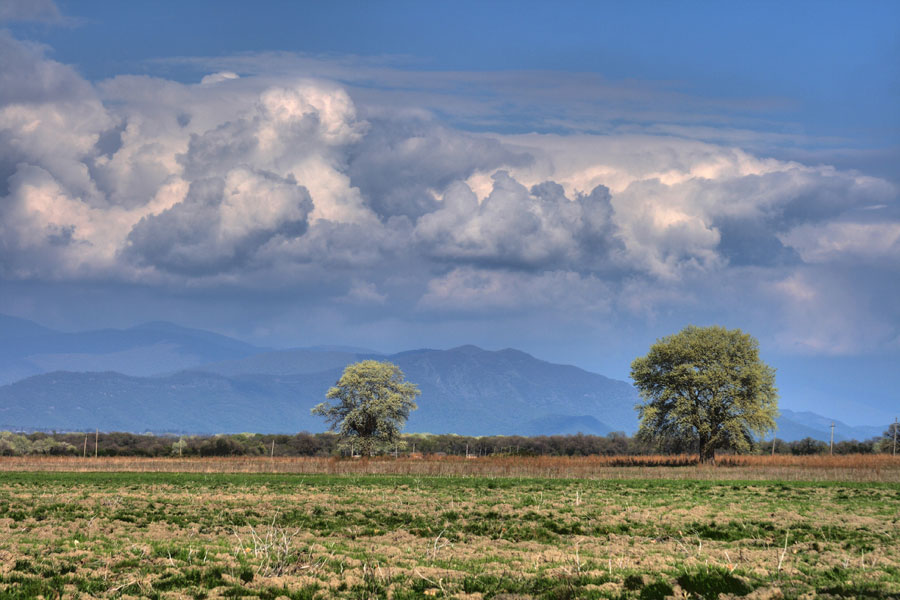
وادي ألزاني في منطقة كاخيتي في شرق جورجيا

يتنوع المشهد التضاريسي جداً ضمن البلاد. يتراوح المشهد في القسم الغربي بين غابات منخفضة وأراضي الأهوار والمستنقعات والغابات المطيرة المعتدلة إلى ثلوج دائمة أنهار جليدية. في حين أن الجزء الشرقي من البلاد يحتوي على شريحة صغيرة من السهول شبه القاحلة المميزة لآسيا الوسطى. تغطي الغابات حوالي 40٪ من أراضي جورجيا بينما تغطي منطقة الألب/دون الألب ما يقرب من 10% من الأراضي.
اختفت الكثير من المواطن الطبيعية في المناطق المنخفضة في غرب جورجيا على مدى السنوات ال 100 الماضية بسبب التنمية الزراعية والتوسع العمراني. تعد غالبية الغابات التي غطت سهل كولخيس من الماضي حالياً ما عدا المناطق التي تشمل الحدائق والمحميات الوطنية (مثلاً بحيرة منطقة باليستومي). في الوقت الراهن، لا يزال الغطاء الحرجي عموماً خارج الأراضي المنخفضة، بشكل رئيسي على طول سفوح التلال والجبال. تتألف غابات غرب جورجيا أساساً من أشجار مؤقتة الخضرة دون ارتفاع 600 متر (1969 قدما) فوق مستوى سطح البحر. تشمل أشجاراً مثل البلوط، شجرة النير، خشب الزان، والدردار، والكستناء. يمكن أيضاً مشاهدة أشجار دائمة الخضرة مثل شجرة البقس.
تغطي الغابات المطيرة المعتدلة المنحدرات غرب-وسط مدى مسخيتي في أجاريا فضلا عن العديد من المواقع في ساميغريلو وأبخازيا. في الارتفاع بين 600-1000 متر (1969-3281 قدم) فوق مستوى سطح البحر، تختلط الأشجار مؤقتة الخضرة بكل من الأشجار الصنوبرية وعريضة الأوراق. تتكون المنطقة أساساً من غابات الزان، شجرة الراتنج، والتنوب. من 1500-1800 متر (4921-5906 قدم)، تغلب الغابات الصنوبرية. ينتهي الخط الشجري عند حوالي 1800 متر (5906 قدم) لتبدأ منطقة الألب والتي في معظم المناطق، تمتد حتى ارتفاع 3000 متر (9843 قدم) من مستوى سطح البحر. تتواجد الثلوج الأبدية والأنهار الجليدية فوق خط 3000 متر.
المشهد الشرقي لجورجيا (في إشارة إلى الأراضي شرق مدى ليخي) يختلف كثيراً عن ذاك في الغرب، على الرغم من أن الأراضي المنخفضة تماثل سهل كولخيس في الغرب من حيث إزالة الغابات بما في ذلك سهلي نهري متكفاري والأزاني لأغراض الزراعية. وبالإضافة إلى ذلك، وبسبب المناخ الجاف نسبياً السائد في تلك المنطقة فإن بعض السهول المنخفضة (وخاصة في كارتلي وجنوب شرق كاخيتي) لم تغطيها الغابات في المقام الأول.
يشمل المشهد العام لشرق جورجيا العديد من الوديان والخوانق المفصولة بالجبال. على النقيض من غرب جورجيا، فإن ما يقرب من 85 ٪ من الغابات في المنطقة موسمية الخضرة. تسيطر الغابات الصنوبرية فقط على مضيق بورجومي في أقصى المناطق الغربية. تهيمن الأشجار موسمية الخضرة: الزان، البلوط، والنير. من الأشجار الأخرى أيضاً: القيقب، والحور الرجراج، والدردار، والبندق. تحتوي أعالي وادي نهر الأزاني غابات اليو.
عندما يزيد الارتفاع عن 1000 متر (3281 قدما) فوق مستوى سطح البحر (و خصوصاً في توشيتي، خيفسوريتي، وخيفي)، تهيمن غابات الصنوبر والبتولا. توجد الغابات عموماً في شرق جورجيا على ارتفاع 500-2000 متر (1640-6562 قدم) من مستوى سطح البحر، بينما تمتد منطقة الألب بين 2000-2300 متر (6562-7546 قدم) إلى 3000-3500 متر (9843-11483 قدم). توجد الغابات الكبيرة المتبقية في الأراضي المنخفضة في وادي ألازاني من كاخيتي. تتوضع بؤر الثلوج الأبدية والأنهار الجليدية على ارتفاع يتجاوز 3500 متر (11483 قدم) في أغلب مناطق شرق جورجيا.

### الأحياء

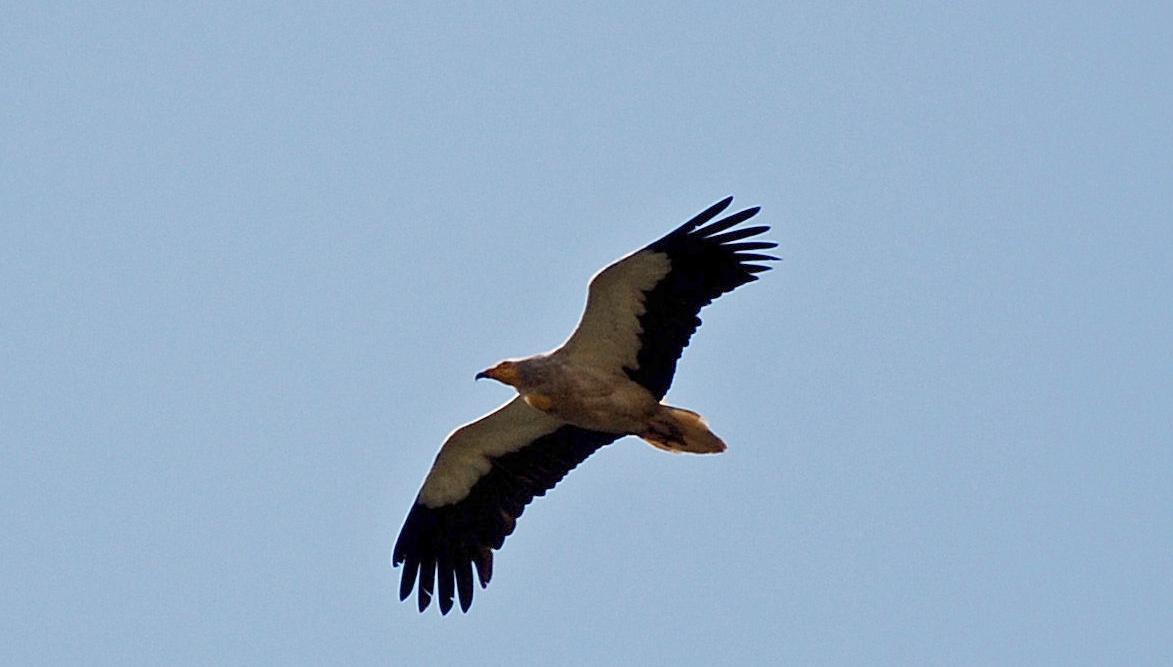
رخمة مصرية وهي تحلق فوق دير شيو مفيمي

نتيجة للتنوع الكبير في المشهد الطبيعي تعد جورجيا موطناً لعدد كبير من الأنواع الحيوانية، مثل من كل 1000 نوع من الفقاريات يوجد (330 طيور و 160 أسماك، و 48 زواحف وبرمائيات 11). يعيش في الغابات أيضاً عدد كبير من الحيوانات اللاحمة مثل النمر الفارسي، الدب البني، الذئب والوشق. يعتبر عدد أنواع اللافقاريات كبيراً جدا لكن البيانات موزعة على عدد كبير من المنشورات. القائمة المرجعية للعناكب في جورجيا، على سبيل المثال، تضم 501 نوعا. الرخويات غير البحرية في جورجيا تتضمن أيضا درجة عالية من التنوع.

### المناخ

خريطة تصنيف كوبن للمناخ في جورجيا

يتنوع المناخ جداً في جورجيا نظراً لمساحة البلاد الصغيرة. يوجد في هذا البلد منطقتان مناخيتان رئيسيتان تميزان الأجزاء الشرقية والغربية من البلاد. جبال القوقاز الكبرى تلعب دوراً مهماً في تعديل المناخ في جورجيا، حيث تشكل سداً في وجه الكتل الهوائية الباردة القادمة من الشمال. بينما تقوم جبال القوقاز الصغرى بحماية المنطقة جزئياً من تأثير الكتل الهوائية الجافة والحارة القادمة من الجنوب.

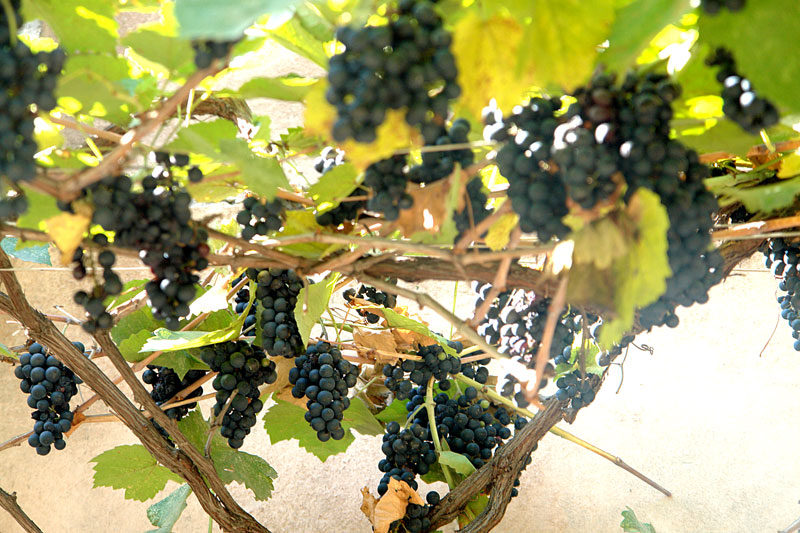
المناخ المحلي ملائم لصنع النبيذ، هناك 500 نوع مختلف من النبيذ في جورجيا

يقع جزء كبير من غرب جورجيا ضمن الهامش الشمالي من المنطقة الرطبة شبه المدارية مع كون هطول الأمطار سنوياً يتراوح ما بين 1000-4000 مم (39.4-157.5 بوصة). يميل هطول الأمطار لأن ينتشر بالتساوي على مدار السنة، رغم إمكانية هطول الأمطار الغزيرة في الخريف على وجه الخصوص. يتنوع المناخ في المنطقة بشكل واضح بالارتفاع عن سطح البحر حيث أنه وعلى الرغم من أن أغلب المناطق المنخفضة في غرب جورجيا دافئة نسبياً على مدار السنة، فإن سفوح المناطق الجبلية (بما في ذلك كل من جبال القوقاز الكبرى والصغرى) تعيش صيفاُ رطباً معتدلاً، وشتاء مثلجاً (قد يتجاوز الغطاء الثلجي في كثير من الأحيان ارتفاع 2 متر في العديد من الأحيان). تعد أجاريا أكثر بلاد القوقاز عرضة للأمطار، حيث جبل توجد غابة متيرالا المطيرة شرقي كبوليتي. تستقبل المنطقة حوالي 4500 ملم (177.2 بوصة) من الأمطار سنوياً.
يخضع شرق جورجيا لمناخ متقلب من شبه استوائي رطب إلى قاري. تتأثر أنماط الطقس في المنطقة بكل من الكتل الهوائية الجافة من جانب آسيا الوسطى/بحر قزوين من الشرق والكتل الهوائية الرطبة من البحر الأسود من الغرب. غالباً ما تعيق العديد من السلاسل الجبلية (ليخي وميسخيتي) التي تفصل بين الشطرين الشرقي والغربي من البلاد دخول الكتل الهوائية الرطبة في منطقة البحر الأسود. معدل هطول الأمطار سنوياً أقل بكثير من غرب جورجيا، ويتراوح بين 400-1600 ملم (15.7-63.0 بوصة).
يعد كل من الربيع والخريف فترة الذروة في هطول الأمطار بينما الصيف والشتاء جافّان. يعيش أغلب شرق جورجيا صيفاً حاراً (وخصوصا في المناطق المنخفضة) وشتاء بارداً نسبياً. كما هو الحال في الأجزاء الغربية من البلاد، فإن الارتفاع عن سطح البحر يلعب دوراً هاماً في المنطقة الشرقية من جورجيا حيث أن الظروف المناخية فوق 1500 متر (4921 قدم) أكثر برودة بكثير من المناطق المنخفضة. أما المناطق التي تقع فوق 2000 متر (6562 قدم) تعيش في كثير من الأحيان فترات من الصقيع حتى خلال أشهر الصيف.

## التقسيمات الإدارية
تقسم جورجيا إدارياً إلى 9 مناطق (بالجورجية: Mkhare، მხარე) وجمهوريتان ذاتا حكم ذاتي: أبخازيا وأجاريا، وهذه بدورها تنقسم إلى 69 مقاطعة.

### مناطق جورجيا
| رقم | منطقة                                                  | عاصمة      | مناطق جورجيا |
| --- | ------------------------------------------------------ | ---------- | ------------ |
| 1   | أبخازيا (جمهورية ذاتية الحكم)                          | سوخومي     | مناطق جورجيا |
| 2   | ساميغريلو زيمو سفانيتي                                 | زوغديدي    | مناطق جورجيا |
| 3   | غوريا                                                  | أزورجيتي   | مناطق جورجيا |
| 4   | أجاريا (جمهورية ذاتية الحكم)                           | باتومي     | مناطق جورجيا |
| 5   | راشا ليشخومي وكفيمو سفانيتي تنتمي إلى أوسيتيا الجنوبية | أمبرولاوري | مناطق جورجيا |
| 6   | إيميريتي                                               | كوتايسي    | مناطق جورجيا |
| 7   | سامتسخي - جواخيتي                                      | أخالتسيخي  | مناطق جورجيا |
| 8   | شيدا كارتلي تنتمي إلى أوسيتيا الجنوبية                 | غوري       | مناطق جورجيا |
| 9   | متسخيتا – متيانيتي                                     | متسخيتا    | مناطق جورجيا |
| 10  | كفيمو كارتلي                                           | روستافي    | مناطق جورجيا |
| 11  | كاخيتي                                                 | تلافي      | مناطق جورجيا |
| 12  | تبليسي                                                 | تبليسي     | مناطق جورجيا |

### المدن الرئيسة
المدن الرئيسية في جورجيا هي:
- تبليسي 1,066,100 (منطقة العاصمة 1,270,800)
- كوتايسي 186,300
- باتومي 121,806
- روستافي 116,384
- زوغديدي 75,550
- غوري 49,500
- بوتي 47,150
- أخالتسيخي 46,134
- سوخومي 43,700 (بحكم الواقع جزء من أبخازيا)
- سامتريديا 29,700
- سيناكي 28,082
- تيلافي 21,700

### جمهوريات الحكم الذاتي
تعد أوسيتيا الجنوبية مقاطعة ذاتية الحكم الإداري (المعروفة أيضًا باسم منطقة تسخينفالي). جرت مفاوضات حولها مع الحكومة الانفصالية المدعومة روسياً. انهارت هذه المفاوضات في الآونة الأخيرة بعد قرار روسيا تعزيز وجودها العسكري في المنطقة ومنح جوازات سفر روسية لسكانها. تعتبر حكومة جورجيا هذه التحركات الروسية على أنها محاولة من قبلها لضم أوسيتيا الجنوبية.
تطلق الحكومة الجورجية ذات الانتقادات ضد الدور الروسي في أبخازيا، وهي منطقة انفصالية أخرى. تمتلك أبخازيا وضع جمهورية ذات حكم ذاتي، ولكنها تتصرف بوصفها دولة بحكم الأمر الواقع. نتج عن هذا الوضع تطهير عرقي تجاه ما لا يقل عن 200,000 من الجورجيين في الحرب في أبخازيا في الفترة 1992-1993. اكتسبت أجاريا الحكم الذاتي من جانب واحد تحت حكم القائد المحلي أصلان أباشيدزه مع مساعدة من لواء من الجيش الروسي الموجود في قاعدة عسكرية في أدجارا. أعاد الرئيس الجورجي السابق ميخائيل ساكاشفيلي المنطقة للسيطرة الجورجية بعد انتفاضة محلية ضد فساد أباشيدزه.

## الحكومة والسياسة

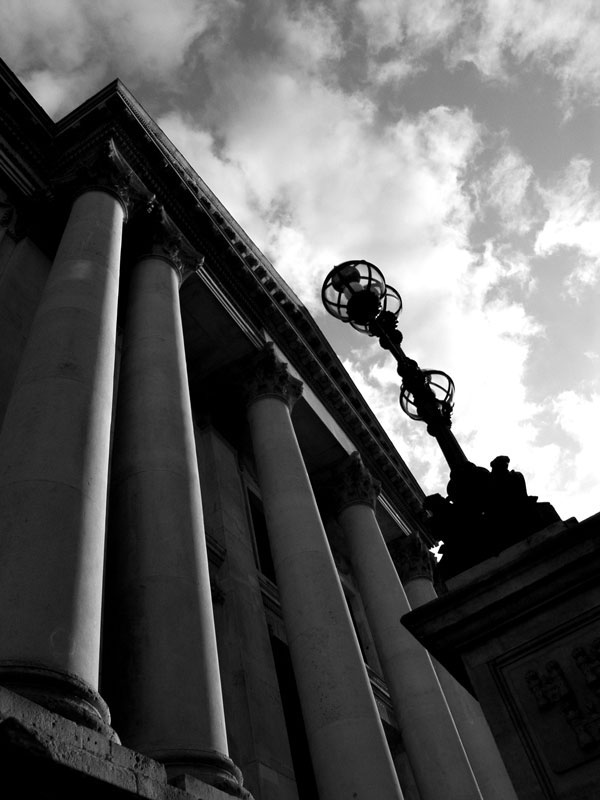
برلمان جورجيا

تعد جورجيا جمهورية برلمانية موحدة تحكمها الدستور الذي تم اعتماده في عام 1995 وتم تعديله عدة مرات، وأبرزها في عامي 2010 و2017. وقد أدت هذه الإصلاحات إلى تحويل النظام السياسي من نموذج شبه رئاسي إلى نموذج برلماني، مما قلل بشكل كبير من صلاحيات الرئيس لصالح رئيس الوزراء والسلطة التشريعية.
تتألف السلطة التنفيذية من رئيس الجمهورية ومجلس الوزراء الجورجي. يرأس مجلس الوزراء رئيس الوزراء، ويعينهم رئيس الجمهورية. الجدير بالذكر أن كلا من وزيري الدفاع والداخلية ليسا عضوين في مجلس الوزراء ويتبعان مباشرة لرئيس جمهورية جورجيا.
ميخائيل ساكاشفيلي هو الرئيس السابق لجورجيا بعد فوزه 53.47 ٪ من الأصوات في انتخابات عام 2008. كما أن لادو جورجنيدزه رئيس للوزراء منذ 22 تشرين الثاني 2007. في 1 تشرين الثاني 2008، تم استبدال جورجنيدزه بجريجول مجالوبليشفيلي، ومنذ 6 شباط 2009 أصبح نيكولوز جيلاوري رئيس الوزراء الجورجي الجديد.
تتمثل السلطة التشريعية في برلمان جورجيا. يتألف البرلمان من غرفة واحدة و 150 عضواً، ويعرفون باسم النواب. يتم انتخاب 75 عضواً من خلال نظام التعددية الانتخابية، بينما يمثل 75 عضواً عبر الانتخاب النسبي. الدورة البرلمانية الانتخابية كل 4 أربع سنوات.
يضم البرلمان الحالي ممثلين عن خمسة أحزاب وكتل انتخابية في انتخابات 2008 وهم: الحركة الوطنية المتحدة (الحزب الحاكم)، المعارضة المشتركة بين المسيحيون-الديمقراطيون، وحزب العمل والحزب الجمهوري.
على الرغم من التقدم الكبير منذ ثورة الزهور، لا تزال جورجيا ديمقراطية غير كاملة. حيث أن النظام السياسي لا يزال في طور انتقالي، مع التعديلات المتكررة في ميزان القوى بين الرئيس والبرلمان، والمقترحات التي تتراوح بين تحويل البلاد إلى جمهورية برلمانية وبين إعادة تأسيس النظام الملكي. يلاحظ المراقبون انعدام الثقة في العلاقات بين الحكومة والمعارضة.
توجد عدة آراء حول درجة الحرية السياسية في جورجيا، يعتقد الرئيس السابق ساكاشفيلي أن البلاد حرة أساسًا، بينما يدعي العديد من زعماء المعارضة يدعون بأن جورجيا هي ديكتاتورية، بينما يصنف بيت الحرية جورجيا في مجموعة من البلدان الحرة جزئياً، جنباً إلى جنب مع دول مثل تركيا وفنزويلا والبوسنة.

### العلاقات الخارجية

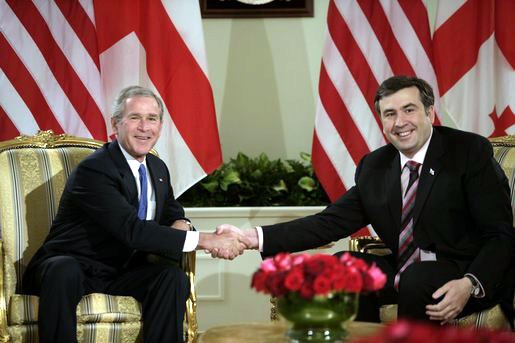
جورج دبليو بوش مع ميخائيل ساكاشفيلي

تتمتع جورجيا بعلاقات طيبة مع جيرانها المباشرين أرمينيا وأذربيجان وتركيا وتشارك بفعالية في المنظمات الإقليمية، مثل المجلس الاقتصادي للبحر الأسود وغوام. تمتلك جورجيا أيضاً علاقات سياسية اقتصادية وعسكرية مع كل من اليابان، والأوروغواي وكوريا الجنوبية، إسرائيل، وسريلانكا، وأوكرانيا وبلدان أخرى كثيرة.
يلاحظ تنامي نفوذ كل من الولايات المتحدة والاتحاد الأوروبي في جورجيا، لا سيما بعد اقتراح عضوية كل من الاتحاد الأوروبي وحلف شمال الأطلسي، إضافة إلى الدعم الأمريكي من خلال تدريب وتجهيز القوات المسلحة الجورجية وبناء خط أنابيب باكو - تبيليسي - جيهان. مما نتج في توتر العلاقات مع موسكو. يعد قرار جورجيا تعزيز وجودها في قوات التحالف في العراق مبادرة هامة في هذا الاتجاه.

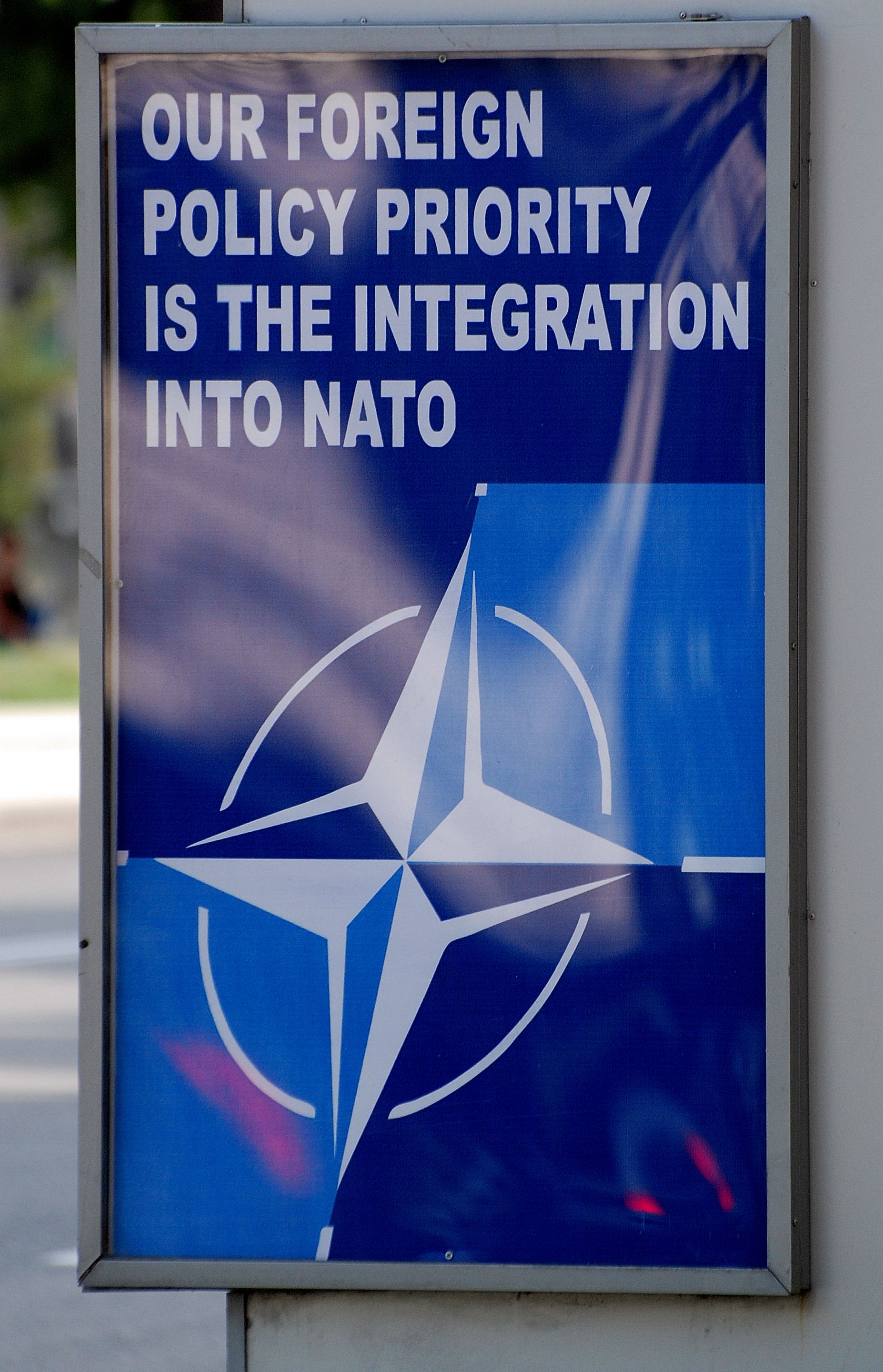
ملصق مؤيد للناتو في تبليسي

تعمل جورجيا حالياً للحصول على العضوية الكاملة في حلف شمال الأطلسي. في آب 2004، تم تقديم خطة عمل شراكة فردية رسمياً إلى حلف شمال الأطلسي. يوم 29 تشرين الأول 2004، صادق مجلس شمال الأطلسي من الحلف على خطة عمل الشراكة الفردية (IPAP) الخاصة بجورجيا والتي انتقلت بدورها إلى المرحلة الثانية من الاندماج. في عام 2005، وبقرار من رئيس جمهورية جورجيا، شكّلت لجنة حكومية لتنفيذ خطة العمل، والتي تضم فريقاً مشتركاً من الإدارات يرأسها رئيس الوزراء. كلفت اللجنة بتنسيق ومراقبة تنفيذ خطة عمل الشراكة الفردية.
يوم 14 شباط 2005، دخل حيٌز التنفيذ تعيين ضابط اتصال الشراكة من أجل السلام (PFP) بين جورجيا ومنظمة معاهدة شمال الأطلسي، حيث تم تعيين ضابط اتصال جنوب القوقاز في جورجيا. يوم 2 آذار 2005، تم التوقيع على اتفاق بشأن توفير الدولة المضيفة للدعم ومنح حق العبور لقوات وأفراد الحلف. في 6-9 آذار 2006، وصل فريق تقييم تنفيذ IPAP إلى تبليسي. في 13 نيسان من نفس العام، عقدت جلسة مناقشة تقرير التقييم في مقر الحلف، في صيغة 26+1. صادق البرلمان الجورجي بالإجماع عام 2006 لصالح مشروع القانون الذي يدعو إلى دخول جورجيا إلى حلف شمال الأطلسي. يدعم غالبية الجورجيين والسياسيين في جورجيا الحصول على عضوية حلف شمال الأطلسي.
أصبح الرئيس الأمريكي جورج دبليو بوش أول رئيس أميركي يزور البلاد. ومن حينها يدعى الطريق المؤدي إلى مطار تبليسي الدولي باسم جادة جورج دبليو بوش.
من موقع المفوضية الأوروبية الإلكتروني: يرى الرئيس ساكاشفيلي عضوية بلاده في الاتحاد الأوروبي والناتو أولوية بعيدة المدى. كما أنه لا يريد لجورجيا أن تصبح ساحة للمواجهة بين روسيا والولايات المتحدة، فهو يسعى للحفاظ على علاقات وثيقة مع الولايات المتحدة والاتحاد الأوروبي، وفي ذات الوقت يؤكد طموحاته على تطوير التعاون مع روسيا.
في 2 تشرين الأول 2006، وقع كل من الاتحاد الأوروبي وجورجيا على بيان مشترك حول النص المتفق عليه فيما يخص خطة العمل الجورجية الأوروبية في إطار سياسة الجوار الأوروبي (ENP). تمت الموافقة رسميا على خطة العمل في جلسة مجلس التعاون الجورجي - الأوروبي ومجلس التعاون في 14 تشرين الثاني 2006 في بروكسل.
في 2 شباط 2007، أصبحت جورجيا رسمياً أحدث عضو إقليمي في مصرف التنمية الآسيوي. تمتلك جورجيا حالياً 12,081 سهماً في البنك، بمحصلة 0.341% من المجموع الكلي.

### القوات المسلحة

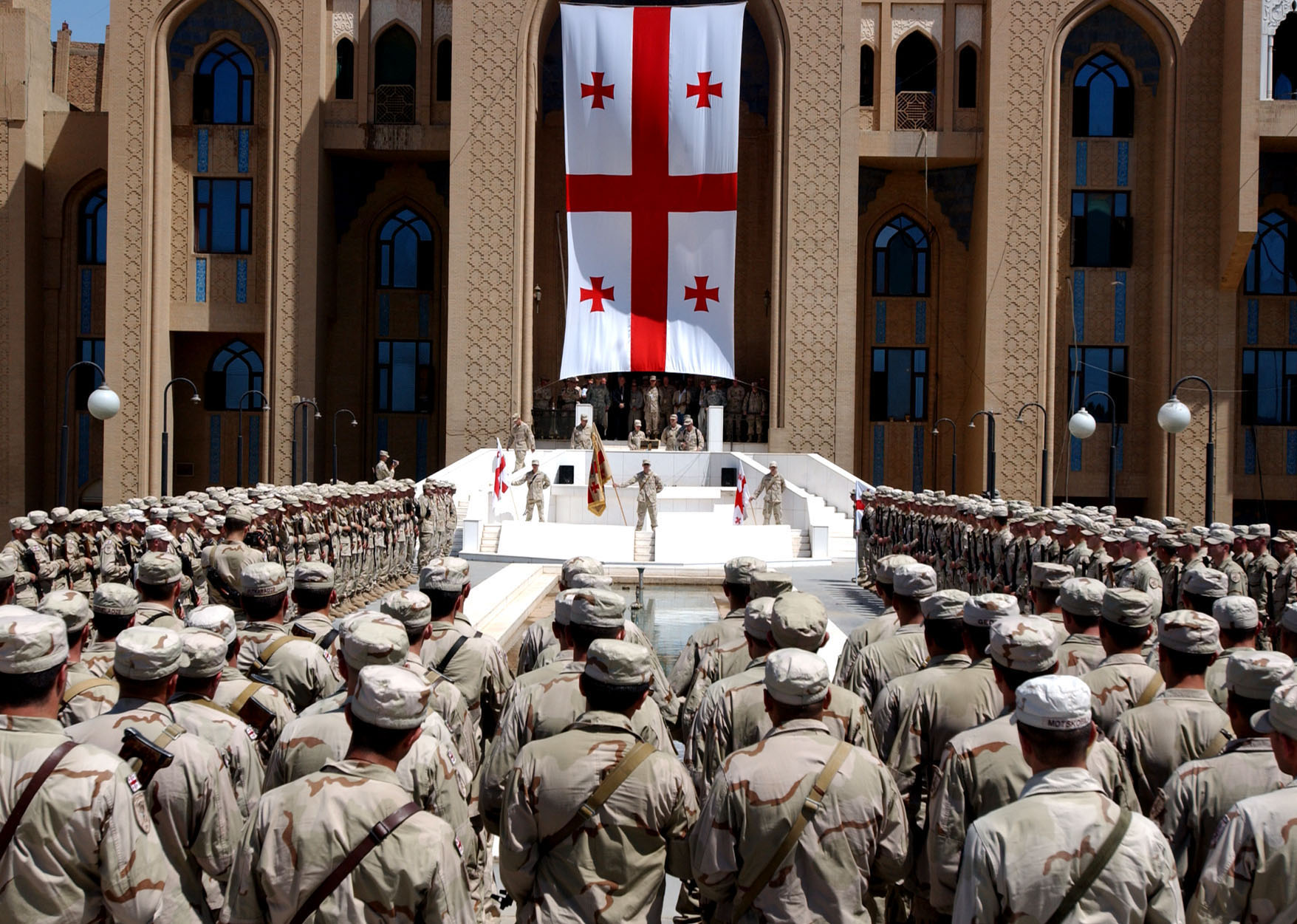
القوات المسلحة الجورجية في العراق العام 2006

تشمل المؤسسة العسكرية الجورجية القوات التالية:- القوات البرية، القوات الجوية والقوات البحرية والقوات الخاصة والحرس الوطني. تعرف تلك القوات بمجموعها باسم القوات المسلحة الجورجية (GAF). تقوم مهام ووظيفة هذه القوات وفقاً لدستور جورجيا، وقانون جورجيا في الإستراتيجية العسكرية الوطنية والدفاعية، والاتفاقات الدولية التي وقعت عليها جورجيا. تخضع هذه القوات لإشراف وسلطة وزارة الدفاع.
منذ مجيئه إلى السلطة في عام 2004، رفع ساكاشفيلي من الإنفاق على القوات المسلحة للبلاد وزيادة حجمها الإجمالي إلى نحو 45000. من هذا الرقم، تم تدريب 12000 على التقنيات المتقدمة من قبل مدربين عسكريين أمريكيين، في إطار برنامج جورجيا تدريب وتجهيز. نشرت بعض هذه القوات في العراق كجزء من التحالف الدولي في المنطقة، وخدموا في بعقوبة والمنطقة الخضراء في بغداد.
في أيار 2005، أصبحت كتيبة المشاة الخفيفة شافنابادا الثالثة عشر أول كتيبة كاملة تخدم خارج جورجيا. تشمل مسؤولية هذه الوحدة نقطتي تفتيش في المنطقة الخضراء، وتوفير الأمن للبرلمان العراقي. في تشرين الأول 2005، استبدلت الوحدة بكتيبة المشاة الواحدة والعشرون. يرتدي أفراد كتيبة المشاة الخفيفة شافنابادا الثالثة عشر «شارات القتال» الخاصة بالوحدة الأمريكية ضمن فيلق المشاة الثالث.
إثر اندلاع النزاع العسكري مع روسيا في سنة 2008 تمت إعادة جميع الوحدات المقاتلة الجورجية إلى بلدها بمساعدة جسر جوي أمريكي.

## الاقتصاد

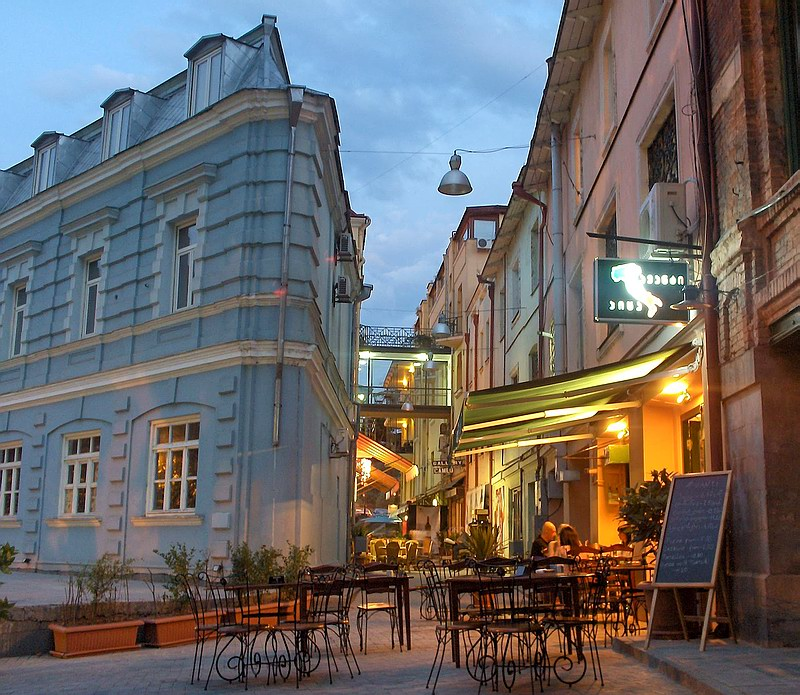
ركينيس ريغي (صف الحديد) في تبليسي القديمة

تثبت البحوث الأثرية مشاركة جورجيا في التجارة مع العديد من البلاد والإمبراطوريات منذ العصور القديمة، وذلك بسبب موقعها على البحر الأسود ولاحقاً لوقوعها على طريق الحرير التاريخي. تم التنقيب عن كل من الذهب والفضة، والنحاس والحديد في جبال القوقاز. كما أن صنع النبيذ من التقاليد القديمة.
إن كلّا من قطاعي الزراعة والسياحة من القطاعات الاقتصادية في تاريخ جورجيا الحديث، وذلك بسبب تضاريس ومناخ البلاد.
خلال أغلب القرن العشرين، عد الاقتصاد الجورجي ضمن النموذج السوفيتي من الاقتصاد الشمولي.
منذ سقوط الاتحاد السوفيتي في عام 1991، شرعت جورجيا بعملية إصلاح هيكلية رئيسية تهدف إلى التحول إلى اقتصاد السوق الحرة. كما هو الحال مع جميع الدول الأخرى بعد انهيار الاتحاد السوفيتي، عانت جورجيا من انهيار اقتصادي حاد. وفاقم من هذه الحال الحرب الأهلية والصراعات العسكرية في أوسيتيا الجنوبية وأبخازيا. تقلُص الإنتاج الزراعي والصناعي. بحلول عام 1994 تقلص الناتج المحلي الإجمالي إلى ربع قيمته عام 1989.
وصلت أولى المساعدات المالية من الغرب في عام 1995، عندما منح كل من البنك الدولي وصندوق النقد الدولي منح جورجيا قرضا قدره 206 مليون دولار أمريكي وكما قدمت ألمانيا 50 مليون مارك ألماني.

خريطة توضح خط أنابيب باكو تبليسي جيهان وخط أنابيب جنوب القوقاز

وفقاً لتقارير عام 2001 فإن نسبة 54٪ من السكان تعيش تحت خط الفقر الوطني، ولكن بحلول عام 2006 انخفض مستوى الفقر إلى 34٪. في عام 2005 وصل متوسط الدخل الشهري للأسرة 347 لاري جورجي (حوالي 200 دولار).
لوحظ منذ أوائل القرن الحالي تطورات إيجابية واضحة في اقتصاد جورجيا. في عام 2007، بلغ معدل نمو الناتج المحلي الإجمالي الجورجي الحقيقي 12%، مما جعل من جورجيا واحدة من أسرع اقتصادات شرق أوروبا نمواً. يصنف البنك الدولي جورجيا على أنها «الرقم واحد في الإصلاح الاقتصادي في العالم». ذلك لأنه في سنة واحدة قفز ترتيبها من رتبة 112 إلى المركز 18 من حيث سهولة ممارسة الأعمال. مع ذلك، فإن معدل البطالة مرتفع في البلاد (12.6 ٪)، ومتوسط الدخل منخفض نسبياً مقارنة مع الدول الأوروبية.
تقديرات صندوق النقد الدولي لعام 2007 تضع الناتج المحلي الإجمالي الاسمي لجورجيا عند 10.3 مليار دولار أمريكي. يصبح اقتصاد جورجيا مكرساً أكثر للخدمات (تمثل الآن 65 ٪ من الناتج المحلي الإجمالي)، مبتعداً بذلك عن القطاع الزراعي (10.9 ٪).
تمتلك جورجيا موارد كبيرة من الطاقة الكهرومائية.
حظرت روسيا عام 2006 على واردات النبيذ الجورجي، أحد أكبر شركاء جورجيا التجاريين، كما أنها فضت الروابط المالية. وصفت بعثة صندوق النقد الدولي ذلك بمثابة «الصدمة الخارجية». يضاف إلى ذلك، زيادة روسيا لسعر الغاز لجورجيا. تبع ذلك ارتفاع نسبة لاري الجورجي من التضخم. صرح البنك الوطني الجورجي أن هذا التضخم يعود بشكل رئيس لأسباب خارجية، بما في ذلك الحظر المفروض من قبل روسيا. توقعت السلطات الجورجية أن يتم تعويض الحظر والعجز في الحساب الجاري في عام 2007 من خلال «ارتفاع حصيلة النقد الأجنبي نتيجة التدفق الكبير للاستثمار الأجنبي المباشر»، وزيادة في الإيرادات السياحية. حافظت الدولة أيضا على رصيد قوي في سوق الأوراق المالية الدولية.

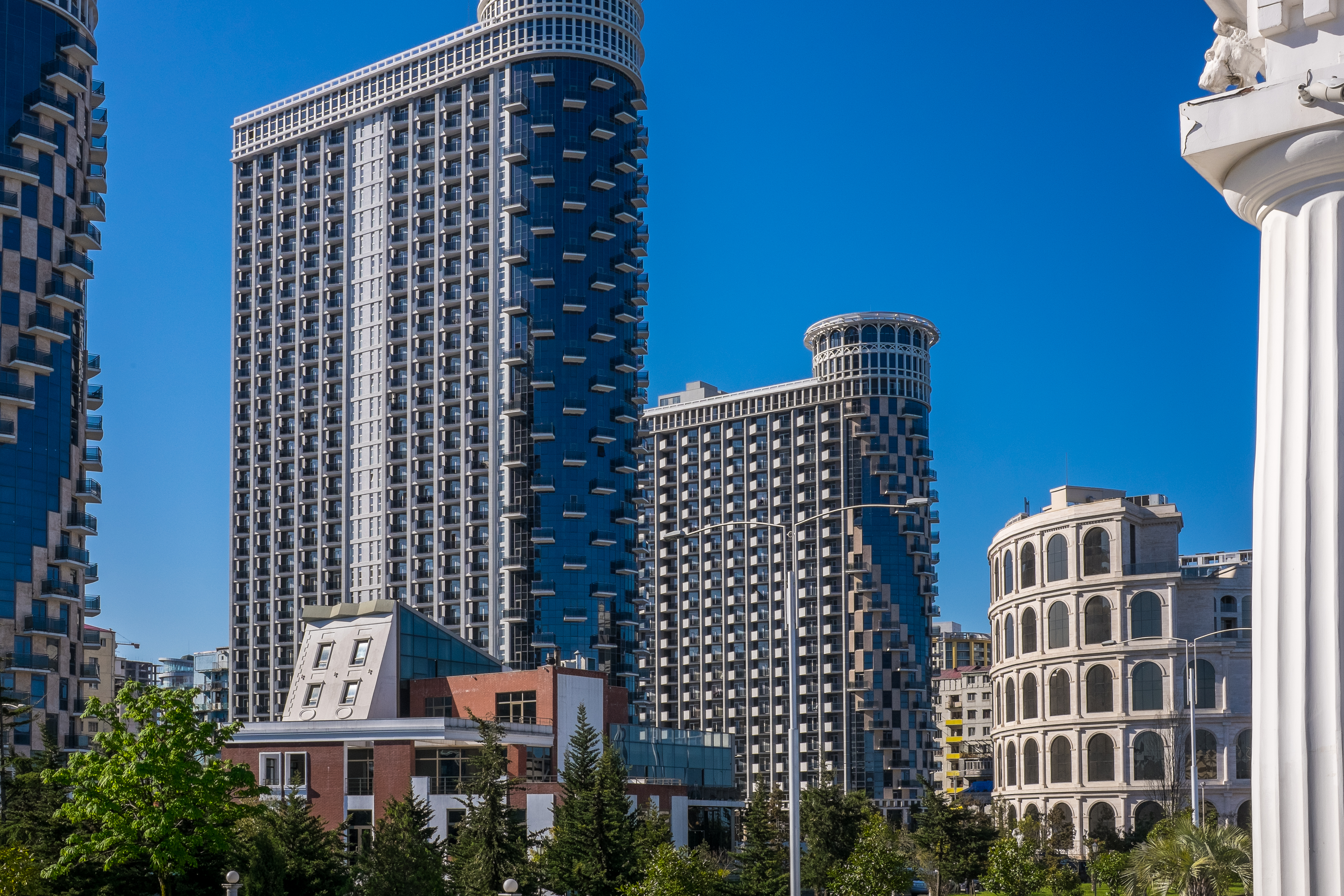
المركز التجاري في مدينة باطوم

تندمج جورجيا بصورة متزايدة في شبكة التجارة العالمية: حيث شكلت الواردات والصادرات في عام 2006 ما نسبته 10 ٪ و 18 ٪ من الناتج المحلي الإجمالي على التوالي. تشمل واردات جورجيا الرئيسية الغاز الطبيعي والمنتجات النفطية، والآلات وقطع الغيار، ومعدات النقل.
منذ مجيئها إلى السلطة، قامت إدارة ساكاشفيلي بإنجاز سلسلة من الإصلاحات الرامية إلى تحسين تحصيل الضرائب. من بين أمور أخرى تم إدخال ضريبة الدخل في عام 2004، نتيجة لذلك زادت إيرادات الميزانية أربعة أضعاف وتحول عجز الميزانية الكبير مرة واحدة إلى فائض.
تتحول جورجيا حالياً إلى معبر دولي من خلال مينائي باتومي وبوتي، كما أن خط أنابيب النفط من باكو يمر من تبليسي إلى جيهان، خط أنابيب باكو - تبيليسي - جيهان (BTC)، وأنبوب غاز مواز، خط أنابيب جنوب القوقاز.
تتزايد أهمية القطاع السياحي في الاقتصاد الجورجي. حيث جلب ما يقرب من مليون سائح 313 مليون دولار لهذا البلد في 2006. وفقا للحكومة، يوجد 103 منتجعات في مناطق مناخية مختلفة في جورجيا. تشمل مراكز الجذب السياحية أكثر من 2000 من الينابيع المعدنية، وأكثر من 12,000 من المعالم التاريخية والثقافية، أربعة منها مصنفة من قبل اليونسكو على أنها مواقع التراث العالمي (كاتدرائية باغراتي في كوتايسي ودير جيلاتي، والمعالم التاريخية في متسخيتا، وسفانيتي العليا).
| الصادرات إلى     | الصادرات إلى | الواردات من      | الواردات من |
| البلد            | النسبة       | البلد            | النسبة      |
| ---------------- | ------------ | ---------------- | ----------- |
| روسيا            | 23 %         | تركيا            | 15.3 %      |
| تركيا            | 21.5 %       | روسيا            | 13.3 %      |
| أذربيجان         | 3.3 %        | أذربيجان         | 10.7 %      |
| الولايات المتحدة | 3 %          | ألمانيا          | 10.1 %      |
| ألمانيا          | 2.5 %        | الولايات المتحدة | 4.1 %       |
| أخرى             | 46.7 %       | أخرى             | 46.5 %      |

حلّت جورجيا في المرتبة 65 في مؤشر الابتكار العالمي عام 2023، متراجعة من المرتبة 48 عام 2019، إلا أنها قفزت قفزة كبيرة في مؤشر عام 2024 حيث تقدّمت للمركز 57.

## التركيبة السكانية

### التعداد والجماعات العرقية

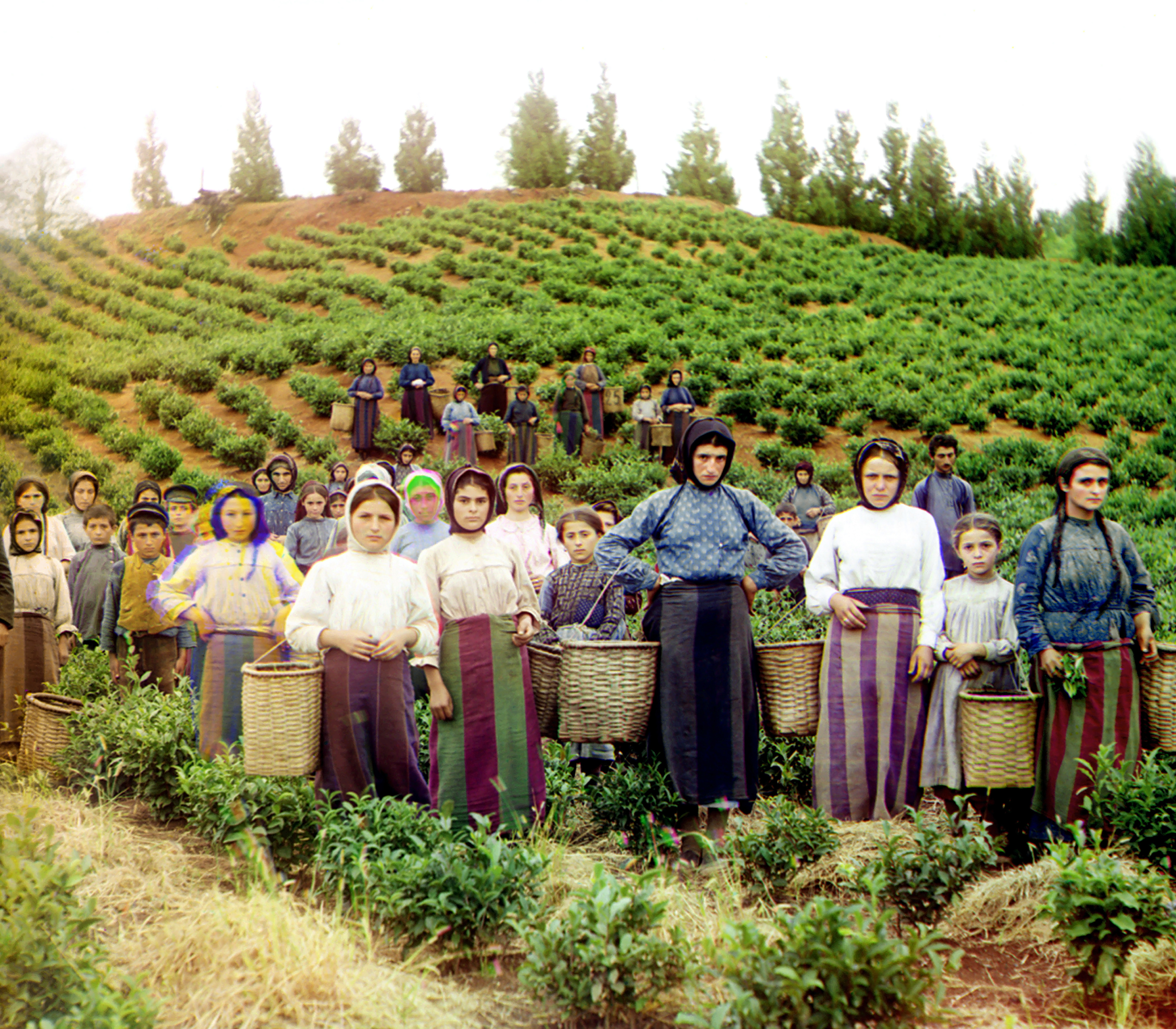
مزارعو الشاي بالقرب من شاكفا

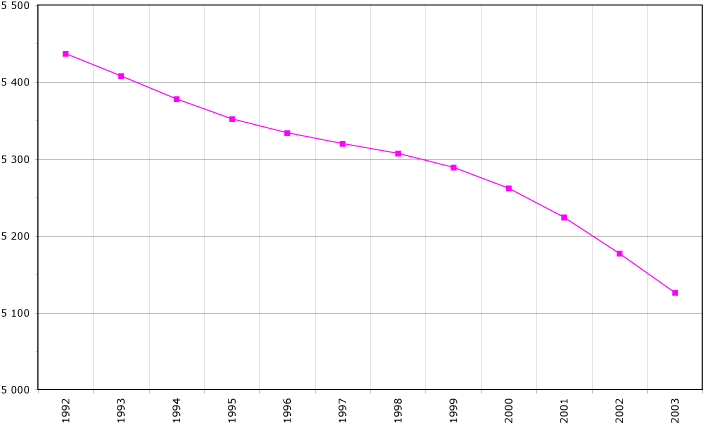
التطور الديمغرافي في جورجيا

يشكل الجورجيون ما يقرب من 83.8٪ من تعداد سكان جورجيا الحاليين (4,661,473 نسمة) (تقديرات تموز 2006).  تشمل العرقيات الرئيسية الأخرى الآذريون الذين يشكلون 6.5 ٪ من السكان، والأرمن 5.7 ٪، والروس 1.5 ٪، والأبخاز، والأوسيتيون. كما توجد العديد من المجموعات الصغيرة في البلاد، بما في ذلك الآشوريون والشيشان والصينيون واليهود الجورجيون واليونانيون والقبرطاي والأكراد والتتار والأتراك والأوكرانيون. والجدير بالذكر أن الجالية اليهودية في جورجيا هي واحدة من أقدم المجتمعات اليهودية في العالم.
تمتلك جورجيا أيضاً تنوعاً لغوياً كبيراً. اللغات المنطوق بها من الأسرة القوقازية الجنوبية هي الجورجية واللاز والمنغرليون، والسفان. تتحدث المجموعات جنوب القوقاز من غير الجورجيين اللغة الجورجية بالإضافة إلى لغاتهم الأصلية في كثير من الأحيان. اللغات الرسمية لجورجيا هي الجورجية والأبخازية في أبخازيا. الجورجية هي اللغة الرسمية للبلاد، ويتحدث بها 71 ٪ من السكان، بينما يتحدث 11% بالمنغريلية والسفان و 7 ٪ الأرمينية و 6 ٪ الأذرية، و 5 ٪ لغات أخرى.
مع بداية التسعينات من القرن الماضي وبعد تفكك الاتحاد السوفيتي، اشتعلت الصراعات الانفصالية العنيفة في منطقتي الحكم الذاتي أبخازيا وأوسيتيا الجنوبية. غادر العديد من الأوسيتيين الذين عاشوا في جورجيا إلى أوسيتيا الشمالية في روسيا. ومن ناحية أخرى، غادر أكثر من 150,000 من الجورجيين أبخازيا بعد اندلاع أعمال العنف في عام 1993. من الأتراك المسخيت الذين أعيد توطينهم قسرا في عام 1944 لم تعد منهم إلى جورجيا سوى نسبة ضئيلة في عام 2008.
سجّل إحصاء عام 1989 وجود 341,000 نسمة من أصل روسي، أو 6.3٪ من السكان، و 52,000 من الأوكرانيين و 100,000 من اليونانيين في جورجيا. منذ عام 1990، غادر ما يقرب من 1.5 مليون مواطن جورجي البلاد. يستقر حالياً منهم ما لا يقل عن مليون مهاجر شرعي أو غير شرعي في روسيا. يبلغ معدل هجرة جورجيا الصافي -4.54، باستثناء المواطنين الجورجيين المغتربين. ورغم ذلك يقطن جورجيا حالياً مهاجرون من كافة أصقاع الأرض منذ فترة استقلالها. وفقاً لإحصاءات عام 2006، فإن أغلب المهاجرين إلى جورجيا هم من تركيا وجمهورية الصين الشعبية.

### الدين
يعتنق معظم السكان اليوم المسيحية الأرثوذكسية من الكنيسة الأرثوذكسية الجورجية (81.9 ٪). تشمل الأقليات الدينية: الإسلام (9.9 ٪)، الأرمنية الرسولية (3.9 ٪)، الكنيسة الأرثوذكسية الروسية (2.0 ٪)، كاثوليك (0.8 ٪). كما أن نسبة 0.8 ٪ من تعداد عام 2002 أعلنوا عن أتباع أديان أخرى و 0.7 ٪ لا دين على الإطلاق.

## الثقافة

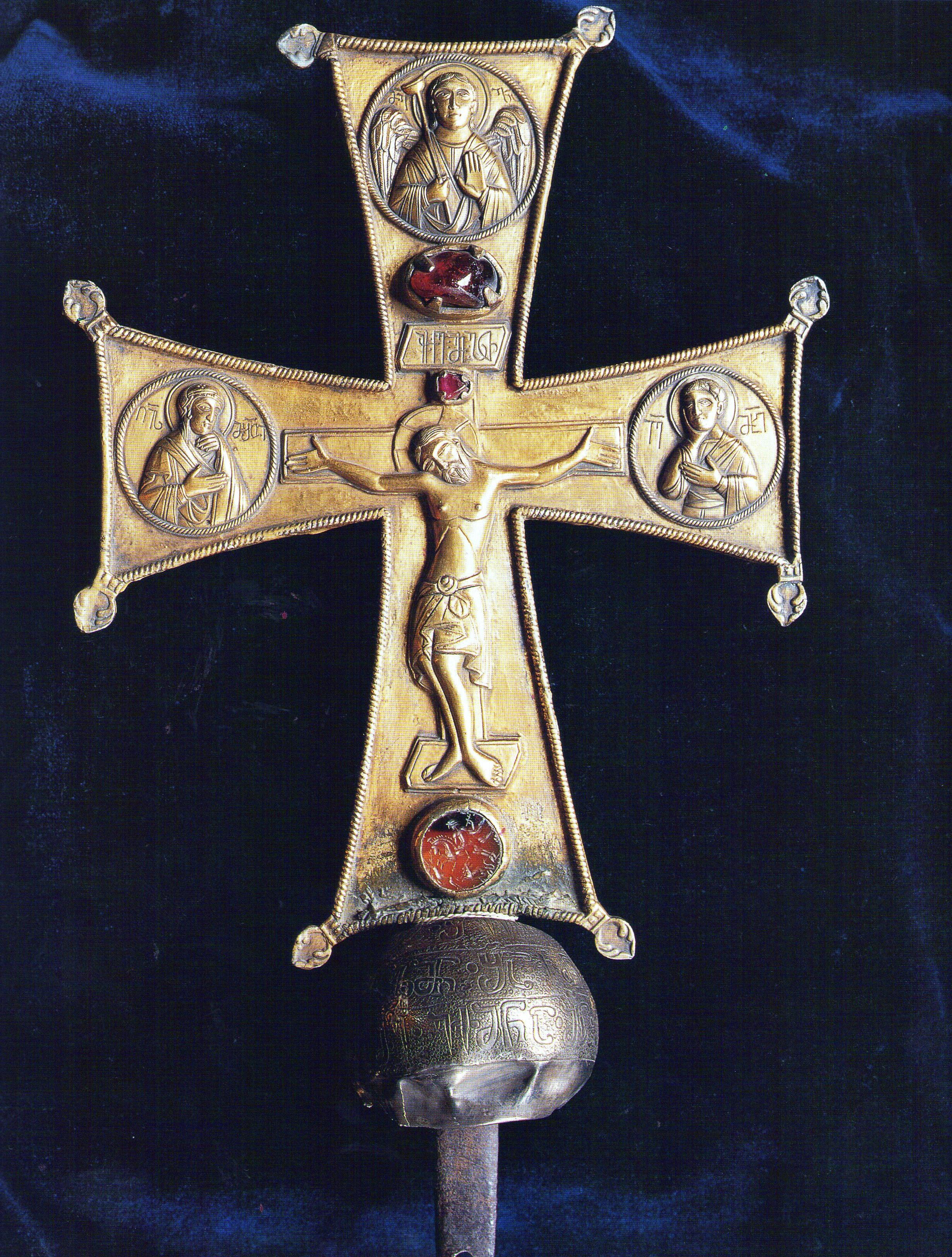
صليب من القرن الثاني عشر في العصور الوسطى

تطورت الثقافة الجورجية على مدى آلاف السنين حيث تجد أسسها في الحضارتين الأيبيرية والكولخية، مروراً بالمملكة الجورجية الموحدة تحت حكم سلالة باغراتيوني. عاشت الثقافة الجورجية عصراً ذهبياً ونهضة في الأدب الكلاسيكي، الفنون، الفلسفة، العمارة والعلوم في القرن الحادي عشر.
أُعيد إحياء اللغة الجورجية والأدب الكلاسيكي للشاعر شوتا روستافيلي في القرن 19 بعد فترة طويلة من الاضطراب، مرسياً بذلك أسس الرومانسيات والروائيين في العصر الحديث مثل جريجول أوربلياني، نيكولوز باراتاشفيلي، إليا تشافتشافادزه، أكاكي تسيريتيلي، فادزا بشافيلا، وعديد آخرون. تأثرت الثقافة الجورجية بالإغريق، والإمبراطورية الرومانية والإمبراطورية البيزنطية، وفيما بعد الإمبراطورية الروسية التي أضافت البعد الأوروبي في الثقافة الجورجية.
تعرف جورجيا بالفولكلور الغني، والموسيقى التقليدية الفريدة، المسرح والسينما، والفن. يشتهر الجورجيون بحبهم للموسيقى والرقص والمسرح والسينما. ظهر خلال القرن العشرين العديد من الرسامين الجورجيين البارزين أمثال نيكو بيروسماني، لادو غودياشفيلي، ايلين اخفليدياني؛ مصممو رقصات الباليه مثل جورج بلانشين، فاختانغ شابوكياني، ونينو أنانياشفيلي؛ ومن الشعراء غالاكتيون تابيدزه، لادو أساتياني ومخران ماكافارياني؛ ومخرجو السينما والمسرح مثل روبرت ستوروا، تنجيز أبولادزه، جيورجي دانيليا وأوتار ايوسيلياني.

### العمارة والفن

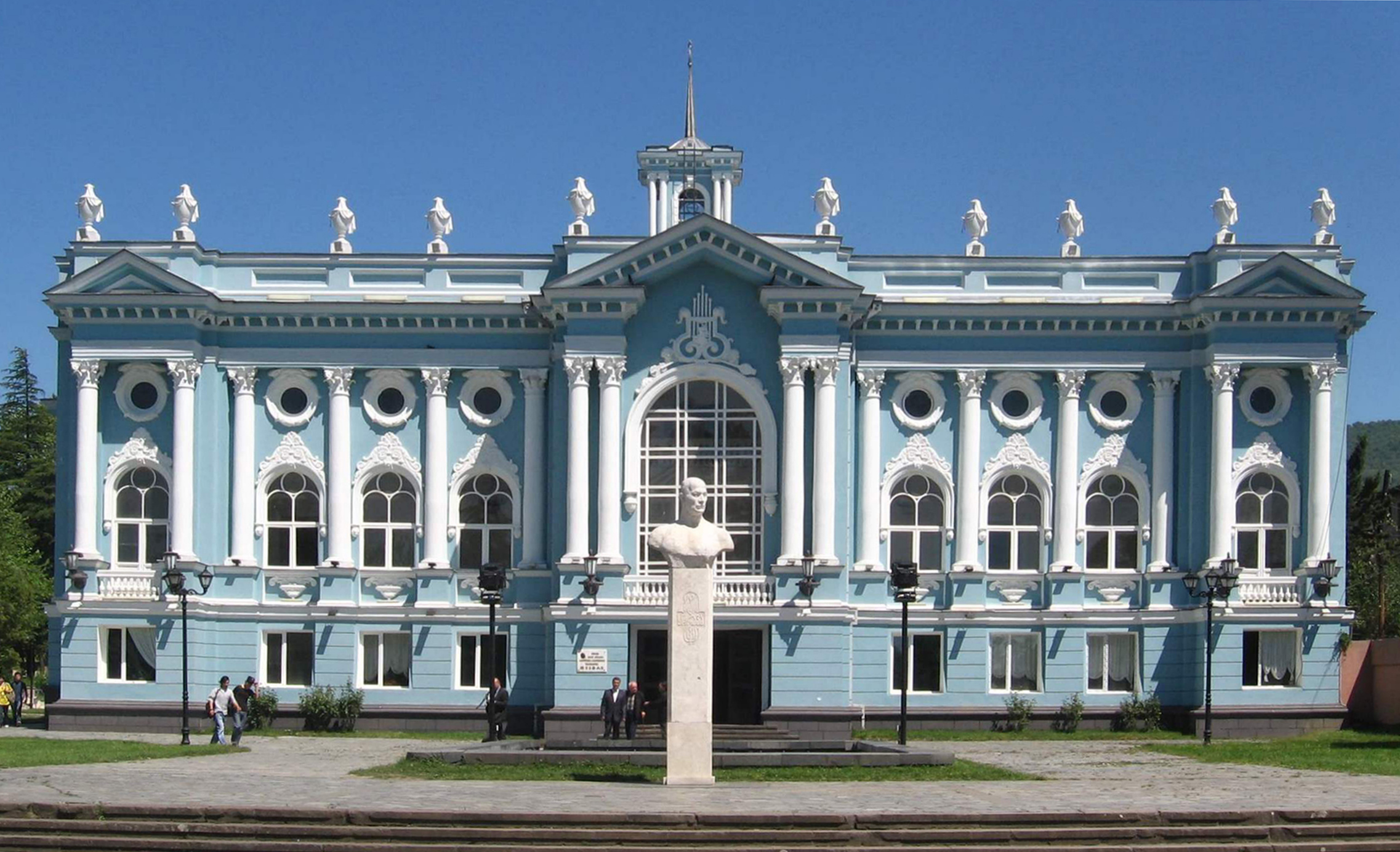
مسرح سيناكي مثال على النمط الكلاسيكي الحديث مع لمسة باروكية في جورجيا

تأثرت العمارة الجورجية بالعديد من الحضارات، حيث توجد العديد من الأنماط المعمارية المختلفة في القلاع والأبراج والحصون والكنائس. يعد كل من التحصينات في سفانيتي العليا، وقلعة بلدة شاتيلي في خيفسوريتي، من أروع أمثلة عمارة القلاع الجورجية في العصور الوسطى.
يعد الفن الكنسي الجورجي أحد أكثر جوانب العمارة المسيحية الجورجي بهاء، حيث يجمع بين طراز القبة الكلاسيكي والطراز الكاتدرائي الأصلي مشكلاً ما يعرف حالياً بطراز قبة الصليب الجورجي. تطور هذا النمط من العمارة في جورجيا خلال القرن التاسع، بينما قبل ذلك تبعت معظم الكنائس الجورجية الطراز الكاتيدرائي. يمكن العثور على أمثلة أخرى على العمارة الكنسية الجورجية خارج جورجيا: دير باشكوفو في بلغاريا (بني عام 1083 من قبل القائد العسكري الجورجي غريغوري باكورياني)، دير إيفيرون في اليونان (بناه الجورجيون في القرن العاشر)، ودير الصليب في القدس (بناه الجورجيون في القرن التاسع).
تشمل الجوانب المعمارية الجورجية الأخرى شارع روستافيلي في تبليسي من طراز هاوسمان، ومنطقة المدينة القديمة.
يمتد فن جورجيا شاملاً ما قبل التاريخ، عبر وفن اليونان القديم والرومان والعصور الوسطى، والفن الكنسي، والإبداعي والفنون البصرية الحديثة. يعد الرسام البدائي نيكو بيروسماني من أشهر الفنانين الجورجيين في أواخر القرن التاسع عشر أوائل القرن العشرين.

### المطبخ

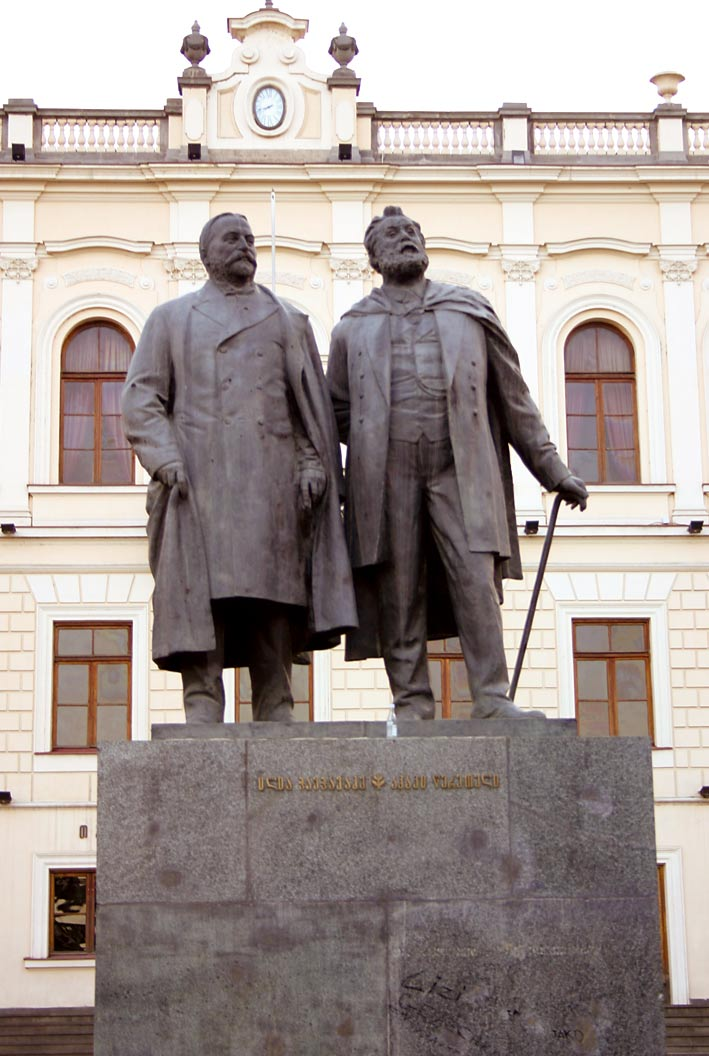
شعراء جورجيا إليا تشافتشافادزه وأكاكي تسيريتيلي.

تطور النبيذ والمطبخ الجورجي عبر القرون، متكيفاً مع التقاليد في كل عصر. إحدى أغرب تقاليد الطعام هي سوبرا أو الطاولة الجورجية والتي تعد أيضاً وسيلة للتواصل الاجتماعي مع الأهل والأصدقاء، يعرف رأس السوبرا بالتامادا. حيث أنه يقترح الأنخاب الفلسفية، ويضمن استمتاع الجميع بوجبتهم. تعرف العديد من المناطق التاريخية من جورجيا بأطباقها الخاصة: على سبيل المثال خينكالي (فطائر اللحم)، من جورجيا الجبلية الشرقية، وخاتشابوري بشكل رئيس من إيميريتي وساميغريلو وأجاريا. بالإضافة إلى الأطباق الجورجية التقليدية، توجد الأطباق التي جلبها المهاجرون من روسيا واليونان والصين حديثاً ولا ننسى المشروبات الكحولية كالتشاتشا والسبارافي والمشروبات الغازية كالتاركهون.

### التعليم

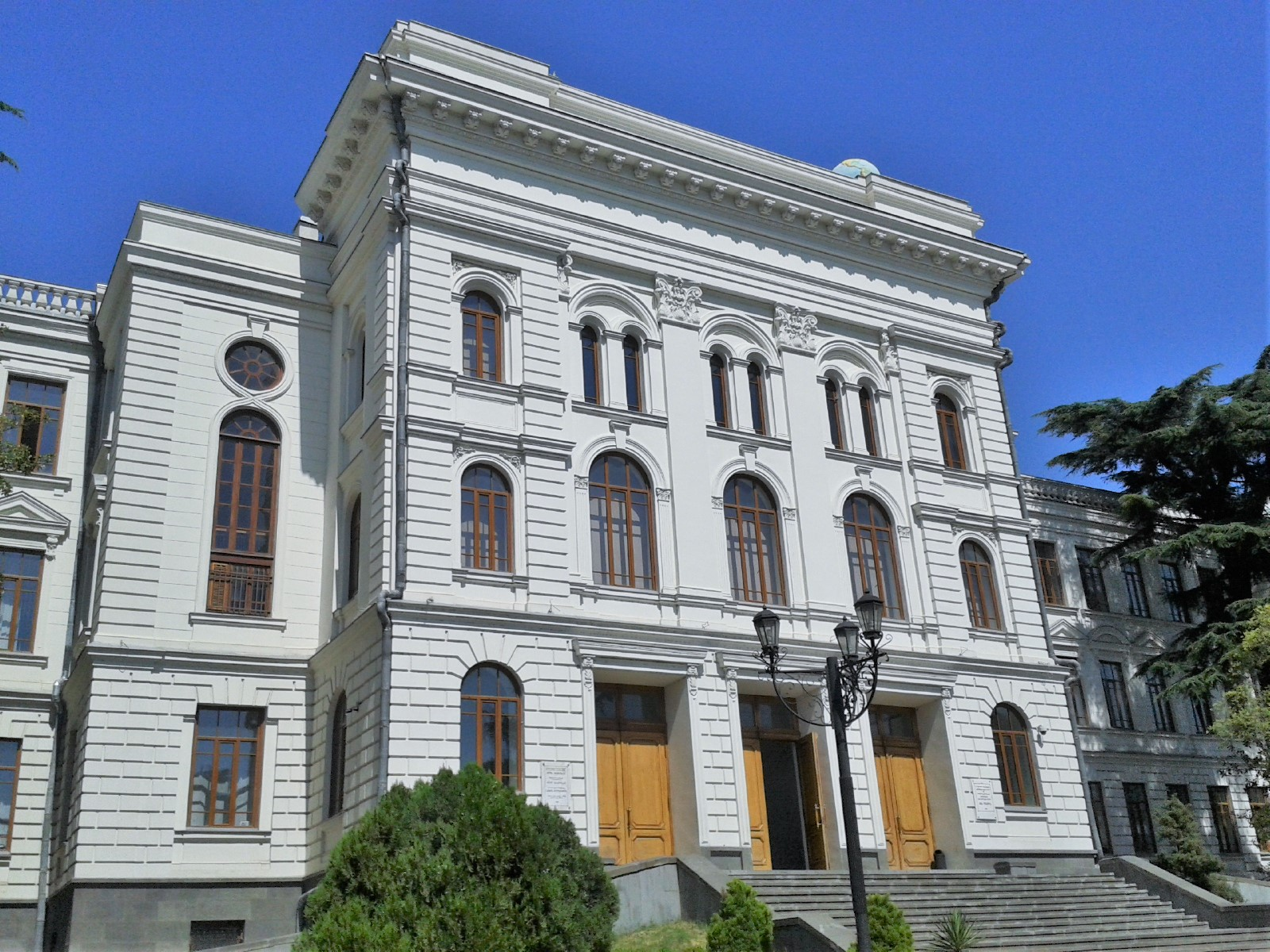
جامعة تبليسي وهي أقدم جامعة في منطقة القوقاز.

خضع النظام التعليمي في جورجيا لتحديثات شاملة منذ عام 2004، وإن كانت مؤلمة ومثيرة للجدل. يبلغ معدل التحصيل بين البالغين في جورجيا 100٪. التعليم في جورجيا إلزامي لجميع الأطفال الذين تتراوح أعمارهم بين 6 -14.
ينقسم النظام المدرسي إلى المرحلة الابتدائية (6 سنوات، المرحلة العمرية 6-12)، والتعليم الأساسي (3 سنوات، المرحلة العمرية 12-15)، والثانوية (3 سنوات، المرحلة العمرية 15-18)، أو الدراسات المهنية كبديل (سنتان). يمتلك الطلاب الحاصلون على شهادة الثانوية العامة مدخلاً للتعليم العالي. يمكن فقط للطلاب الذين اجتازوا الامتحانات الوطنية الموحدة التسجيل في مؤسسات التعليم العالي المعتمدة لدى الدولة، وفقاً لترتيب درجات الطالب في الامتحانات.
تقدم معظم هذه المؤسسات دراسات بثلاث مستويات: برنامج البكالوريوس (3-4 سنوات)، وبرنامج الماجستير (سنتان)، وبرنامج الدكتوراه (3 سنوات). كما يوجد أيضاً برنامج أخصائي معتمد والذي يمثل درجة وحيدة من التعليم العالي (3-6 سنوات). اعتبارا من عام 2008، تم اعتماد 20 مؤسسة للتعليم العالي من قبل وزارة التربية والعلوم في جورجيا. بلغ إجمالي نسبة الالتحاق بالتعليم الأساسي 94٪ للفترة بين 2001-2006.

### الدين

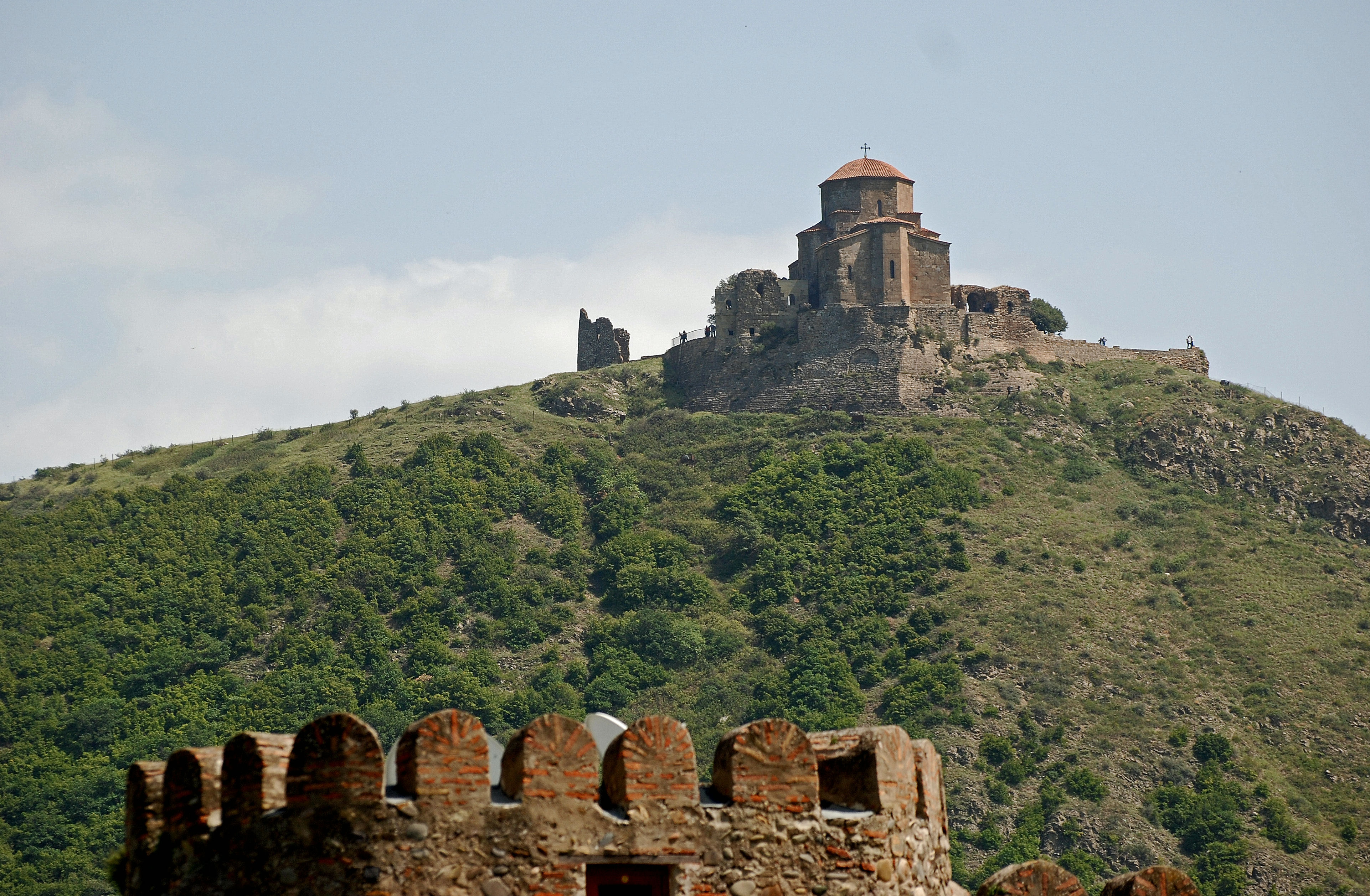
كنيسة جفاري، إحدى أقدم الكنائس المسيحية وتقع في متسخيتا، عاصمة جورجيا القديمة.

تعتبر الكنيسة الجورجية الرسولية الأرثوذكسية المستقلة إحدى أقدم الكنائس المسيحية في العالم. أسسها الحواري أندرو أول من استدعي في القرن الأول الميلادي. في النصف الأول من القرن الرابع اعتمدت المسيحية كدين للدولة. وفر هذا الأمر إحساساً قوي بالهوية الوطنية التي ساعدت في الحفاظ على الهوية الوطنية الجورجية على الرغم من الفترات متكررة من الاحتلال الأجنبي ومحاولات الاستيعاب.
وفقا لدستور جورجيا، المؤسسات الدينية منفصلة عن السلطة، ولكل مواطن الحق في الدين. ومع ذلك، فإن معظم سكان جورجيا (82 ٪) يعتنقون المسيحية الأرثوذكسية، كما أن الكنيسة الأرثوذكسية الجورجية من المؤسسات النافذة في البلاد.
وصل الإنجيل إلى البلاد من قبل الحواريين أندرو، سمعان القانوي، ومتياس. اعتنقت أيبيريا المسيحية رسمياً في 326  عن طريق القديسة نينو من كبادوكيا، والتي تعد منيرة جورجيا وتكافئ الحواريين من قبل الكنيسة الأرثوذكسية. كانت الكنيسة الأرثوذكسية الجورجية بداية تابعة لكرسي أنطاكيا، لكنها اكتسبت وضعاً ذاتي الاستقلال في القرن الرابع في عهد الملك فاختانغ غورغاسالي.
تتضمن الأقليَّات الدينية في جورجيا المسلمون (9.9 ٪)، الروسية الأرثوذكسية (2 ٪) والمسيحيون الأرمن (3.9 ٪)، والكاثوليك (0.8 ٪)، والعديد من الأقليات البروتستانتية. فضلاً عن الجالية اليهودية الكبيرة.
وعلى الرغم من التاريخ الطويل من التسامح الديني في جورجيا، كانت هناك حالات عديدة من التمييز الديني في العقد الماضي، مثل أعمال العنف ضد شهود يهوه والتهديدات الموجهة ضد أتباع الديانات الأخرى «غير تقليدية» من قبل الكاهن الأرثوذكسي منزوع الصلاحيات فاسيل مكالافيشفيلي.

### الرياضة

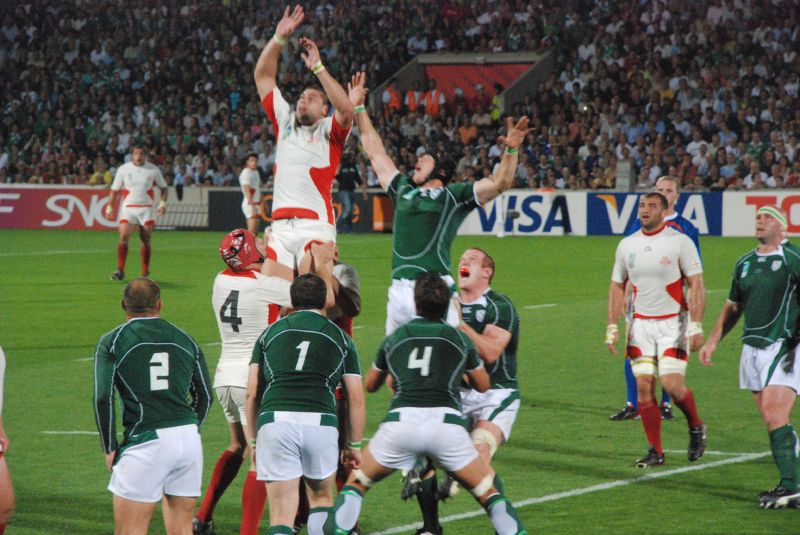
جورجيا ضد أيرلندا في كأس العالم 2007 للعبة الركبي.

من بين الرياضات الأكثر شعبية في جورجيا كرة القدم وكرة السلة واتحاد الركبي والمصارعة ورفع الاثقال. اشتهرت جورجيا عبر التاريخ في التربية البدنية. حيث أنه من المعروف أفتتان الرومان بالميزات البدنية للجورجيين بعد الاطلاع على تقنيات التدريب في أيبيريا القديمة. لا تزال المصارعة رياضة ذات أهمية تاريخية لجورجيا، حيث يعتقد بعض المؤرخين أن أسلوب المصارعة اليوناني الروماني يتضمن عناصر جورجية كثيرة.
ضمن جورجيا، أحد أكثر أساليب المصارعة شعبية هو الأسلوب الكاخيتي. ومع ذلك، وجدت العديد من الأنماط المتبعة في المصارعة في الماضي والتي لم تعد تستخدم في الوقت الحالي على نطاق واسع. على سبيل المثال، يوجد منطقة خيفسوريتي ثلاثة أنماط مختلفة من المصارعة. من الرياضات الأخرى ذات الشعبية في جورجيا في القرن التاسع عشر لعبة البولو، وليلو، والتي تعد من الألعاب الجورجية القديمة واستبدلت لاحقاً باتحاد الركبي.

### الأعياد
| التاريخ   | بالعربية                                                    | بالجورجية | ملاحظات |
| --------- | ----------------------------------------------------------- | --- | --- |
| 1 يناير   | رأس السنة                                                   | ახალი წელი أخالي تسأيلي | |
| 7 يناير   | عيد الميلاد الأرثوذكسي                                      | ქრისტეშობა كريستيشوبا | |
| 19 يناير  | معمودية المسيح                                              | ნათლისღება ناتليسغيبا | |
| 3 مارس    | عيد الأم                                                    | დედის დღე ديديس دغي | |
| 8 مارس    | اليوم الدولي للمرأة                                         | ქალთა საერთაშორისო დღე كالتا سايرت أشوريسو دغى | |
| 9 أبريل   | يوم الوحدة الوطنية                                          | ეროვნული ერთიანობის დღე erovnuli ert'ianobis dgh'e | ذكرى الأطفال الجورجيين الذين قُتلوا على أيدي الجنود السوفيت في العاصمة.                                                                     |
| 23 أبريل  | يوم القديس جورج                                             | გიორგობა - giorgoba | القديس جورج (بالجورجية: წმინდა გიორგი, تسأميندا جيورجي) هو قديس جورجيا.                                                                    |
| متغير     | جمعة الآلام الأرثوذكسية، أحد الفصح والإثنين من أسبوع الآلام | სააღდგომო დღეები – წითელი პარასკევი, დიდი შაბათი, ბრწინვალე აღდგომა და ორშაბათი saagh'dgomo gh'eebi - ts'it'eli paraskevi, didi shabat'i, brts'q'invale agh'dgoma da orshabat'i | الإثنين من أسبوع الآلام تقيم الكنيسة الأرثوذكسية الجورجية قداس للموتى.                                                                     |
| 9 مايو    | يوم النصر                                                   | ფაშიზმზე გამარჯვების დღე - p'ashizmze gamardzhvebis dgh'e | |
| 23 مايو   | سان أندريس                                                  | ანდრიობა - أندريوبا | يحتفل بالرسول اندرو، مؤسس الكنيسة الأرثوذكسية الجورجية.                                                                                    |
| 26 مايو   | يوم الاستقلال                                               | დამოუკიდებლობის დღე - damoukideblobis dgh'e | 26 مايو 1918 المجلس الوطني لجورجيا أعلن استقلال البلاد وإنشاء الجمهورية الديمقراطية الجورجية. تمت استعادة الاستقلال بعد 117 سنة (منذ 1801) |
| 28 أغسطس  | وفات ثيوطوكس                                                | მარიამობა - مارياموبا | |
| 14 أكتوبر | يوم كاتدرائية متسخيطا                                       | სვეტიცხოვლობა - svetitsjovloba | احتفال الكنيسة المسيحية الأولى في جورجيا.                                                                                                  |

## المزيد من القراءة
- Gvosdev, Nikolas K.: Imperial policies and perspectives towards Georgia: 1760–1819, Macmillan, Basingstoke 2000, ISBN 0-312-22990-9
- Jones, Stephen. Georgia: A Political History Since Independence (I.B. Tauris, distributed by Palgrave Macmillan; 2012) 376 pages;
- Lang, David M.: The last years of the Georgian Monarchy: 1658–1832, Columbia University Press, New York 1957
- Rayfield، Donald (2012). Edge of Empires: A History of Georgia. مؤرشف من الأصل في 2018-11-27.

## الملاحظات
1. ↑  بإستثناء أبخازيا وأوسيتيا الجنوبية والذان يعتبران دولًا ذات اعتراف جزئي، تعتبر حكومة جورجيا أبخازيا وأوسيتيا الجنوبية جزءاً من أراضيها

## وصلات خارجية
الحكومة
- حكومة جورجيا
- وزارة خارجية جورجيا
- دائرة السياحة والمنتجعات نسخة محفوظة 5 يناير 2009 على موقع واي باك مشين.
- رئيس الدولة وأعضاء مجلس الوزراء

معلومات عامة
- جورجيا على مشروع الدليل المفتوح
- معالم جورجيا السياحية
- الخرائط الطبوغرافية من سلاح المهندسين بالجيش الأميركي نسخة محفوظة 9 أكتوبر 2008 على موقع واي باك مشين.